# Piła (miasto)
Piła (niem. Schneidemühl) – miasto w północno-zachodniej Polsce, w województwie wielkopolskim, siedziba powiatu pilskiego. Położone na pograniczu Pojezierza Wałeckiego i Pojezierza Krajeńskiego, nad Gwdą, około 11 km powyżej jej ujścia do Noteci. Miasto rozwinęło się z niewielkiej osady rybackiej położonej nad dolną Gwdą, wśród lasów. Prawa miejskie najprawdopodobniej otrzymało w XV wieku, w 1513 przywileje te zostały potwierdzone przez króla Zygmunta I Starego. W wyniku 1. rozbioru Polski miasto stało się częścią Królestwa Prus i pozostało po niemieckiej stronie granicy po I wojnie światowej. W 1945 Piłę ogłoszono miastem-twierdzą i włączono w skład umocnień Wału Pomorskiego. Zniszczenia wojenne sięgnęły aż 70% (90% w śródmieściu). Po II wojnie światowej miasto zostało zbudowane praktycznie od nowa. W latach 1975–1998 było stolicą odrębnego województwa.
Pod względem historycznym Piła leży w południowej części Krajny. Miasto królewskie, lokowane w latach 1437–1451, należało do starostwa ujskiego, pod koniec XVI wieku leżało w powiecie poznańskim województwa poznańskiego.

## Geografia

### Położenie i warunki naturalne

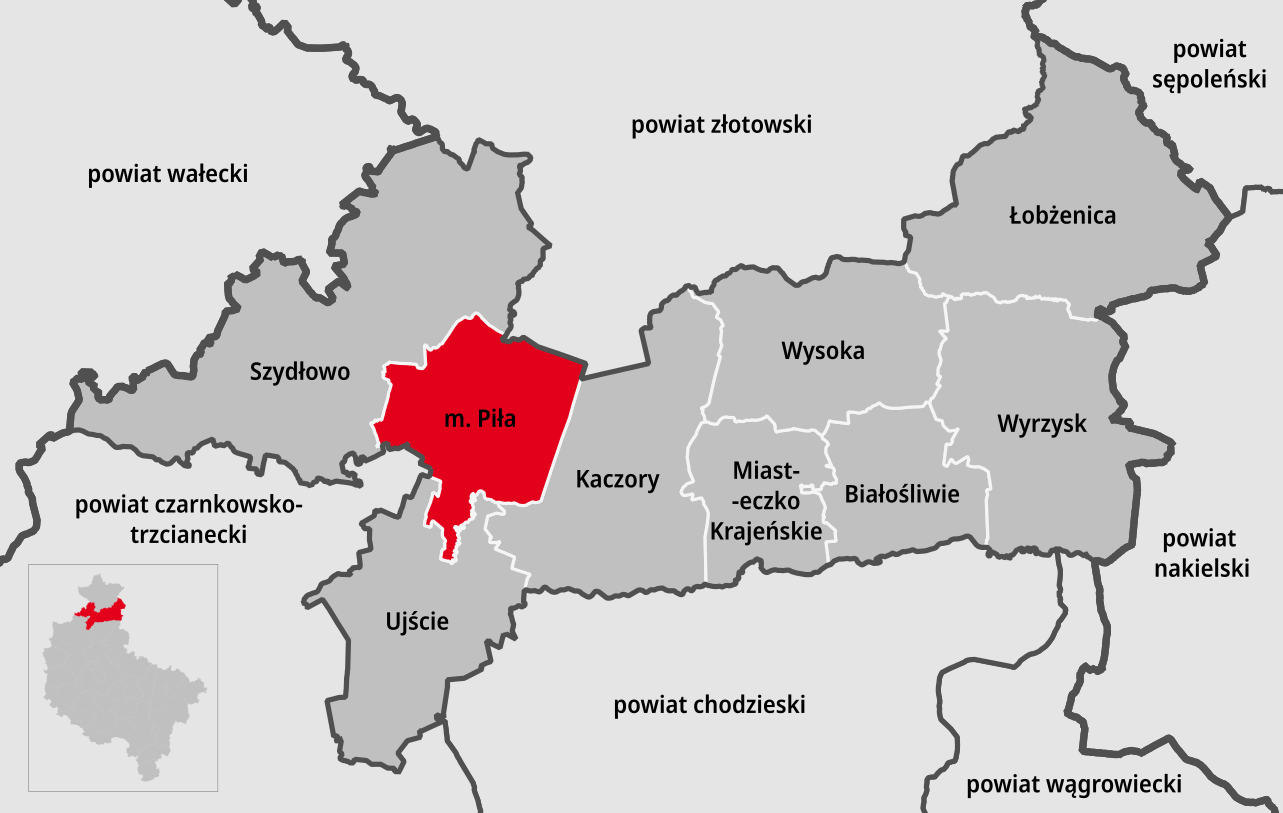
Położenie gminy miejskiej Piła w powiecie pilskim.

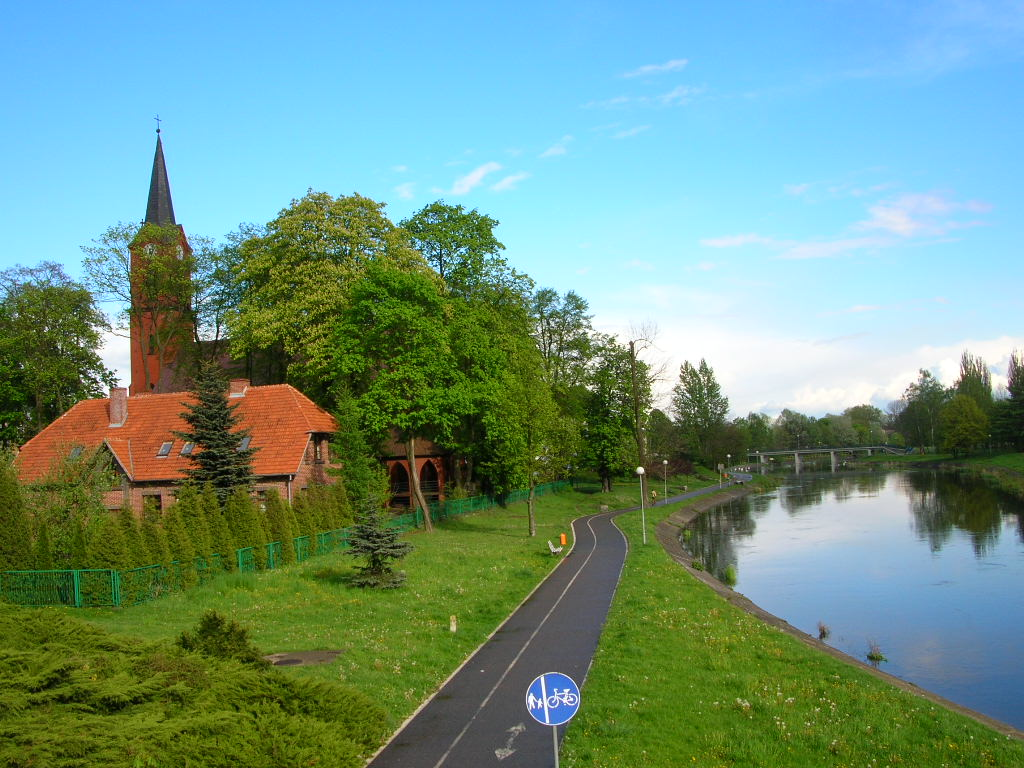
Bulwar nad Gwdą

Miasto leży nad dolną Gwdą, na pograniczu Pojezierza Wałeckiego i Pojezierza Krajeńskiego. Otoczone jest przez bory sosnowe i ukształtowane przez lodowiec tereny pagórkowate. Zajmuje powierzchnię 102,68 km². Tereny zielone zajmują ponad połowę tego obszaru.
Gwda wyznacza oś miasta, dzieli je na części wschodnią i zachodnią; intensywnie meandruje. W południowej części Piły oddziela ją od sołectwa Byszki, położonego w sąsiedniej gminie Ujście. W granicach miasta znajduje się także kilka innych zbiorników wodnych: sztuczny Zbiornik Koszycki, Jezioro Bagienne, Piaseczno, Jezioro Piaszczyste, Jezioro Płotki, Jezioro Rudnickie, oraz mniejsze stawy, bagna i moczary, w tym ulokowane w rezerwacie przyrody „Kuźnik” jeziora Kuźnik Bagienny i Kuźnik Olsowy, otoczone przez urozmaicone drzewostany.
Tereny zalesione zajmują przede wszystkim zachodnią i południową część Piły i mają łączną powierzchnię 53,32 km². Na terenie miasta rozplanowano także Park Miejski, położony na zachód od centrum, przy alei Wojska Polskiego (część drogi wojewódzkiej nr 179). Od pewnego czasu podejmuje się także próby zorganizowania terenów rekreacyjnych w Parku na Wyspie na rzece.

### Zanieczyszczenie powietrza[14]
Ocena rocznej oceny jakości powietrza za rok 2013 dla obszaru miasta Piły, uwzględniająca ochronę zdrowia ludzi oraz ochronę roślin, została przeprowadzona przez WIOŚ w Poznaniu. W przypadku klasyfikacji pod kątem ochrony zdrowia ludzi, polegającej na ocenie stężeń: dwutlenku azotu, dwutlenku siarki, tlenku węgla benzenu, ołowiu oraz poziomu docelowego arsenu, kadmu, niklu, strefę wielkopolską zaliczono do klasy A (jeżeli stężenia zanieczyszczenia na terenie strefy nie przekraczają odpowiednio poziomów dopuszczalnych lub poziomów docelowych). W przypadku poziomu docelowego dla ozonu, strefę wielkopolską, w której znajduje się Piła, zaliczono także do klasy A. Odnosząc otrzymane wyniki do celu długoterminowego dla ozonu, strefa wielkopolska została zaliczona do klasy D2 (jeżeli poziom stężeń ozonu przekracza poziom celu długoterminowego). W przypadku pyłu PM2,5, strefę wielkopolską zaliczono do klasy A. Ze względu na przekraczanie poziomów dopuszczalnych stężenia pyłu PM10 oraz benzo(a)pirenu, strefę wielkopolską zaliczono do klasy C (jeżeli stężenia zanieczyszczeń na terenie strefy przekraczają poziomy dopuszczalne lub poziomy docelowe powiększone o margines tolerancji, a w przypadku gdy margines tolerancji nie jest określony – poziomy dopuszczalne lub poziomy docelowe).
| Adres stacji            | Mierzone zanieczyszczenia [ug/m3] | Mierzone zanieczyszczenia [ug/m3] | Mierzone zanieczyszczenia [ug/m3] | Mierzone zanieczyszczenia [ug/m3] | Mierzone zanieczyszczenia [ug/m3] | Mierzone zanieczyszczenia [ug/m3] | Mierzone zanieczyszczenia [ug/m3] |    |
| ----------------------- | --------------------------------- | --------------------------------- | --------------------------------- | --------------------------------- | --------------------------------- | --------------------------------- | --------------------------------- | -- |
| Adres stacji            |                                   | NOx                               | NO2                               | NO2                               | SO2                               | SO2                               | SO2                               | CO |
| okres uśredniania       | 1 rok                             | 1 godz.                           | 1 rok                             | 1 godz.                           | 24 godz.                          | 1 rok                             | 8 godz.                           |    |
| wartość dopuszczalna    | 30                                | 200                               | 40                                | 350                               | 125                               | 20                                | 10000                             |    |
| Piła, ul. Kusocińskiego | –                                 | 115,5                             | 16,0                              | 29,4                              | 14,9                              | –                                 | 1780,0                            |    |

### Podział administracyjny
Na terenie miasta Piła w 2010 roku funkcjonowało dziewięć jednostek pomocniczych gminy o nazwie osiedle, w skład których wchodzą dawne osady, włączane na przestrzeni dziejów w granice miasta. W 2011 roku zlikwidowano osiedla Jadwiżyn i Śródmieście, a w 2014 Zamość.
| Osiedle administracyjne         | Liczba mieszkańców (31.12.2017) | Powierzchnia (km²) | Uwagi: integralne części miejscowości                                                   |
| ------------------------------- | ------------------------------- | ------------------ | --------------------------------------------------------------------------------------- |
| Gładyszewo                      | 471                             | 1,76               |                                                                                         |
| Górne                           | 13 005                          | 15,51              | - Biedaszkowo - Droga Kotuńska - Kośno - Łęgi - Zdroje                                  |
| Jadwiżyn zniesione w 2011       | 4564                            | 5,66               |                                                                                         |
| Koszyce                         | 5241                            | 9,88               | - Kuźnica Pilska - Zielona Dolina                                                       |
| Motylewo                        | 861                             | 14,91              | - Motylewski Most                                                                       |
| Podlasie                        | 6010                            | 38,21              | - Bydgoskie Przedmieście - Czarnobór - Kalina - Leszków - Lisikierz - Płotki - Wygnanka |
| Staszyce                        | 6088                            | 9,28               | - Korbacz - Sosnówka                                                                    |
| Śródmieście zniesione w 2011 r. | 14 117                          | 3,04               |                                                                                         |
| Zamość zniesione w 2014 r.      | 19 450                          | 4,39               |                                                                                         |

## Nazwa
Miejscowość ma metrykę średniowieczną i jest notowana od XIV wieku. Po raz pierwszy w 1449 Pila, 1451 Pylą, 1456 Snyde Mole und Pylą oraz Snyt Molen und Pila, 1522 Pyela, 1523 Piela.
Jedna z pierwszych wzmianek o nazwie Piła pochodzi z roku 1451 i odnosi się do lokalnego młyna (molendinum Pila). Najpóźniej w XVI wieku nazwa została przeniesiona na całą osadę, która do tego czasu stała się już miastem królewskim (in oppido regio Pila, 1515). Nazwa ma genezę kulturową i wywodzi się od rzeczownika pospolitego piła „narzędzie do cięcia” ← psł. *pila. Dawniej w języku staropolskim oznaczała również mechaniczne narzędzie do „tarcia drewna lub kruszenia rudy żelaznej” poruszane kołem wodnym. Nazwa osady wskazuje więc, że początek miastu dała piła, czyli młyn wodny poruszający tartak.
Oboczna forma Pieła pojawia się w 1580. Taki wokalizm jest typowy dla gwar krajniackich.
Niemiecka nazwa Schneidemühl, która stosowana była od I rozbioru Polski w 1772, ma zbliżoną semantykę, formalnie jest to złożenie tematu czasownikowego schneid- „ciąć” z tematem rzeczownikowym Mühle „młyn”, z charakterystyczną dla pomorskich dialektów dolnoniemieckich apokopą (zanikiem wygłosowej samogłoski).
Obecna nazwa została administracyjnie zatwierdzona 7 maja 1946.

## Historia

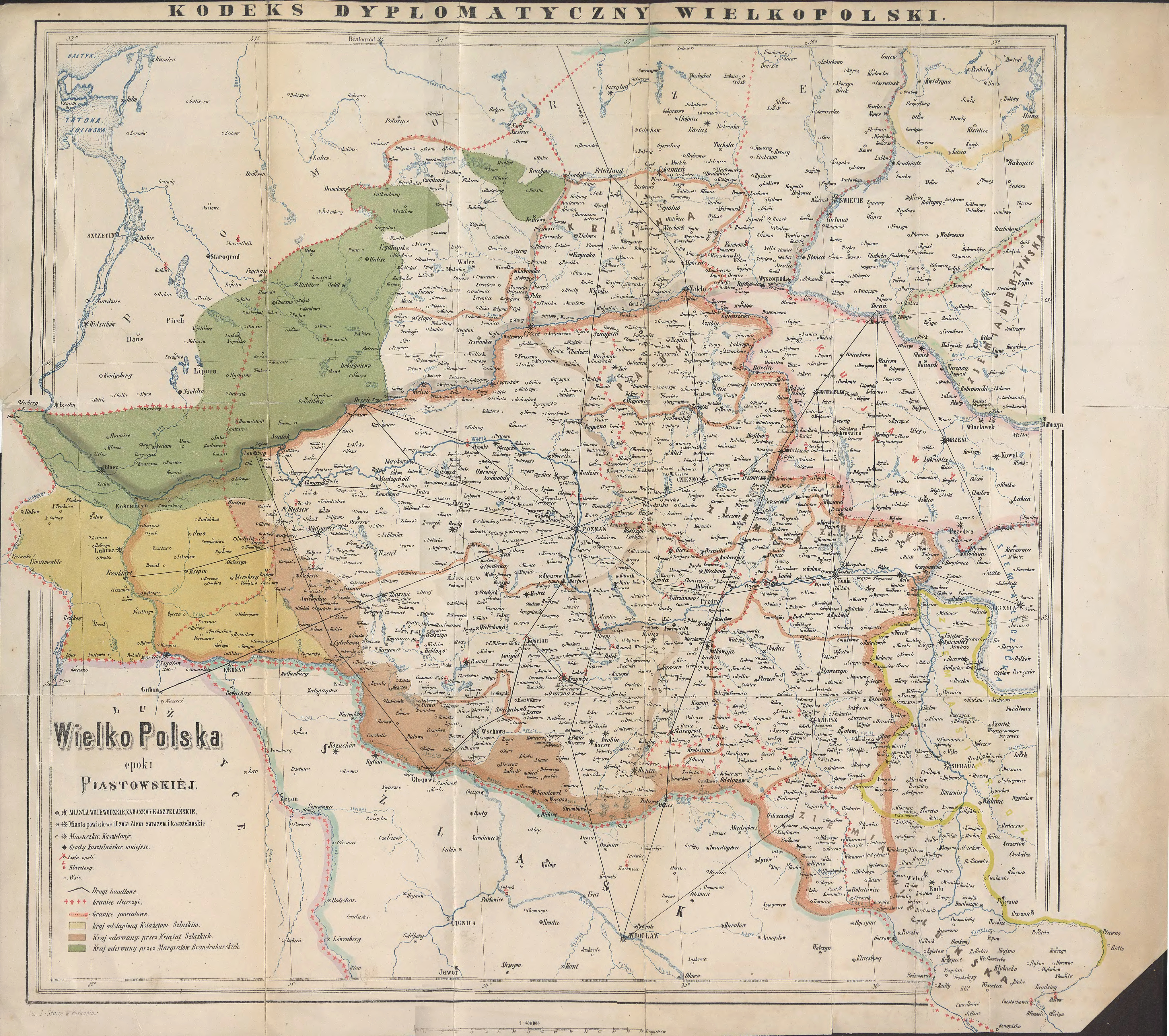
Piła na historycznej mapie Wielkopolski sporządzonej w 1888 roku według danych zaczerpniętych z Kodeksu dyplomatycznego

Miejsce, w którym leży miejscowość, było zasiedlone, zanim informacje o tym zostały zapisane w źródłach historycznych. Pierwsze badania archeologiczne na terenie miasta przeprowadzono już w XIX wieku co odnotował Słownik geograficzny Królestwa Polskiego: „Wykopano tu słup koryntyjski z bronzowym nadgłówkiem, popielnicę bronzową, takiż celt z napisem i grot z ostrzem do cięcia, niezwykłego kształtu” (pisownia oryg.). Według słownika były to więc znaleziska o proweniencji celtyckiej.

### Królestwo Polskie
Miejscowość powstała prawdopodobnie w XIV w. jako osada przy tartaku eksploatującym puszczę w miejscu starej osady rybackiej. Znajdowała się w posiadaniu Templariuszy, w 1368 włączona przez Kazimierza Wielkiego do Królestwa Polskiego, a później Korony Królestwa Polskiego. Pierwsza wzmianka odnotowuje młynarza Pawła, będącego jednocześnie wójtem miejscowości. W XV wieku była ona własnością polskiego rodu szlacheckiego Opalińskich. Piła uzyskała prawa miejskie między 1437 a 1449 rokiem. W 1480 Maciej Opaliński darował miasto polskiemu królowi Kazimierzowi IV Jagiellończykowi. 4 marca 1513 król Polski Zygmunt Stary potwierdził dla miasta prawa magdeburskie. W 1518 przekazał on miejscowość w dożywotnie posiadanie Hieronimowi z Bnina zezwalając mu nabyć całe starostwo pilskie.
W XVI wieku gospodarka opierała się na rolnictwie, rzemiośle, handlu oraz pracy manufaktur. W 1561 nowy właściciel miasta i jednocześnie starosta ujski Stanisław z Górki wystawił Pile przywilej dotyczący rybołówstwa . Według lustracji z 1564 w mieście stały 153 domy, od których mieszczanie płacili po 6 groszy i 12 denarów. 114 Pilan posiadało grunty porośnięte łąkami, od których płacili po 6 groszy. Do mieszczan należały również 42 włóki roli. Oprócz rolnictwa rozwijały się także handel oraz rzemiosło. W mieście mieszkało także 10 rybaków, którzy od łowienia w rzece płacili czynsz w wysokości 15 gr., 13 szewców, 2 rzeźników oddający w podatku 2 kamienie łoju nieszmalcowanego, 6 kołodziejów płacących 36 gr. czynszu, 15 bartników oddających podatek w naturze w postaci 14 beczek miodu oraz 18 garncarzy również odprowadzających podatki w postaci owoców swej pracy. Historyczne dokumenty podatkowe odnotowały, że w 1564 mieszkańcy płacili w sumie 499 złotych czynszu z ról oraz rzemiosła. Lustracja wykazała również istnienie 5 młynów oraz 2 hamerni.

### Rzeczpospolita Obojga Narodów

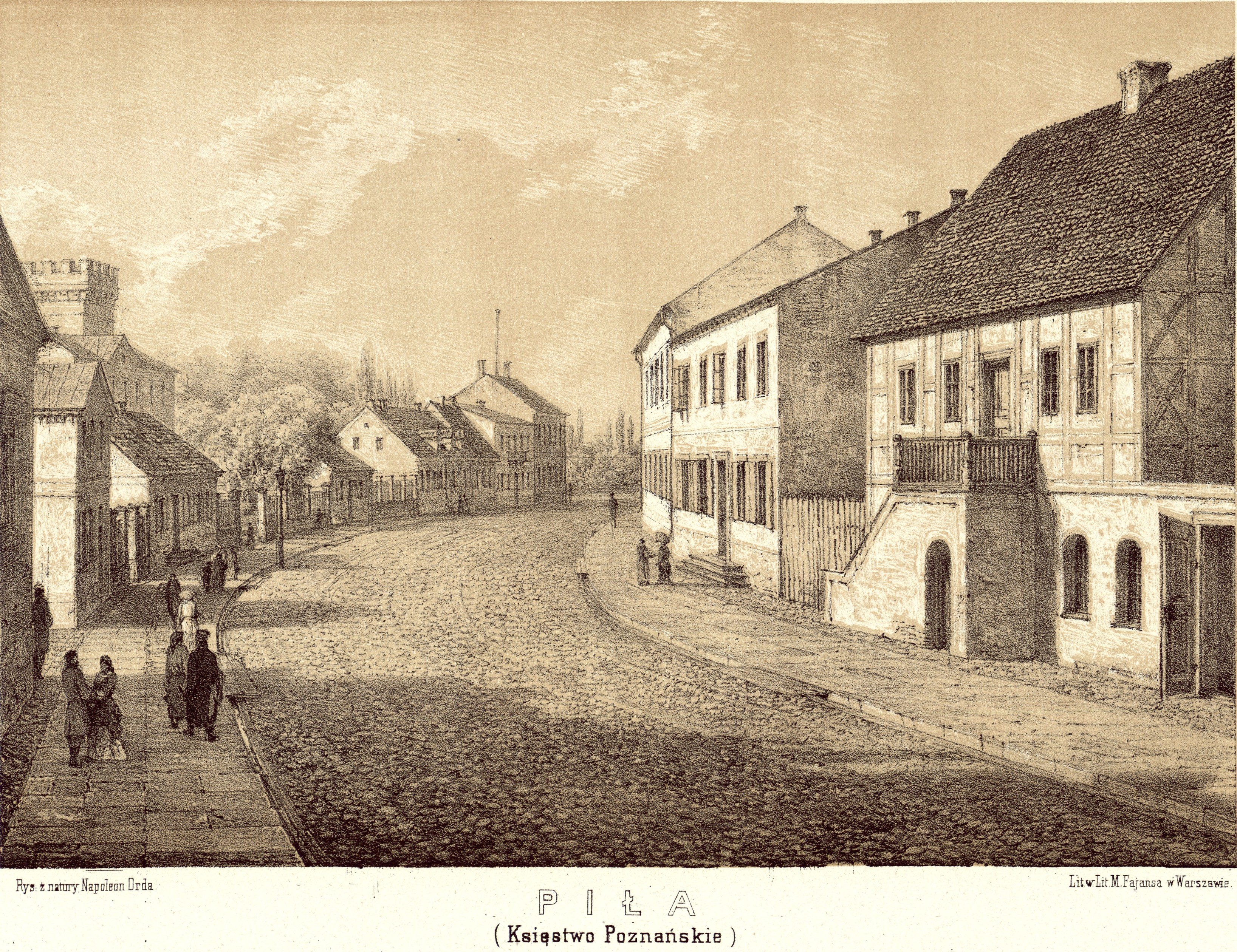
Piła na litografii Napoleona Ordy (1880)

W wyniku unii lubelskiej zawartej w 1569 Piła jako miasto królewskie leżała w starostwie ujsko-pilskim, województwie poznańskim w Rzeczypospolitej Obojga Narodów. W XVI wieku miasto należało do polskiego, szlacheckiego rodu Górków herbu Łodzia.
W XVI wieku miejscowość rozwijała się pomyślnie i miała charakter rzemieślniczo-handlowy. W 1576 król Polski Stefan Batory potwierdził przywileje miejskie oraz przeniósł cotygodniowe targi z czwartku na poniedziałek. Według zachowanych historycznych dokumentów podatkowych w 1582 miasto płaciło 57 złotych polskich oraz 12 groszy szosu oraz 232 złp. i 6 gr. 15 den. czopowego. Podatek czopowy płacony był od produkcji beczek piwa, miodu, gorzałki oraz wina co włącza miasto w grono producentów tych trunków w XVI wieku. W 1593 król Polski Zygmunt III Waza potwierdził wszystkie miejskie przywileje.
W 1626 miał miejsce wielki pożar, który spowodował prawie całkowite zniszczenie miasta. Piła została odbudowana według innego planu zabudowy. Starostwo ujskie objęła wówczas Konstancja Habsburżanka – żona Zygmunta III Wazy, która wydała mieszkańcom zezwolenie na wyrąb drzewa w lasach królewskich aby mogli oni odbudować swoje domy. W 1627 postawili oni siedem domów w rynku oraz 50 nowych przy ulicach. W 1633 oraz 1650 miasto uzyskało ponownie potwierdzenie swoich historycznych przywilejów.
W XVII wieku miejscowość wyludniła się z powodu wojen. W 1655 Piła została zajęta i zniszczona przez wojska szwedzkie w czasie potopu. W 1660 pilscy sukiennicy otrzymali kolejne przywileje, które odnowione zostały w 1701. W 1670 nadano przywileje miejscowym Żydom. W 1688 król Polski Jan Kazimierz nadał miastu wolny wyrąb drewna oraz pastwisko w lasach zelgniewskich. W 1697 miejscowi piwowarzy otrzymali nową ordynację. W 1716 wszystkie dawne przywileje miejskie zostały potwierdzone.
W 1720 miał miejsce wylew Gwdy. Powódź tak bardzo zapiaszczyła 750 morg gruntów miejskich, że mieszkańcy zostali zwolnieni z płacenia podatków. Podczas wojny siedmioletniej w 1758 przez Piłę przeszły wojska rosyjskie. W 1759 pomiędzy miastem a starostą zawarta została ugoda o wolnym wyrębie i korzystaniu z pastwisk w lasach zelgniewskich, co w 1766 potwierdził król Polski Stanisław August.
Od początku XVII w. do początku XIX w. ośrodek sukiennictwa, a od końca XVIII w. – jedwabnictwa. Pod koniec XVII wieku miejscowi sukiennicy otrzymali przywilej królewski na założenie folusza.
W 1755 roku w Pile urodził się Stanisław Staszic.

### Okres zaborów 1772–1918

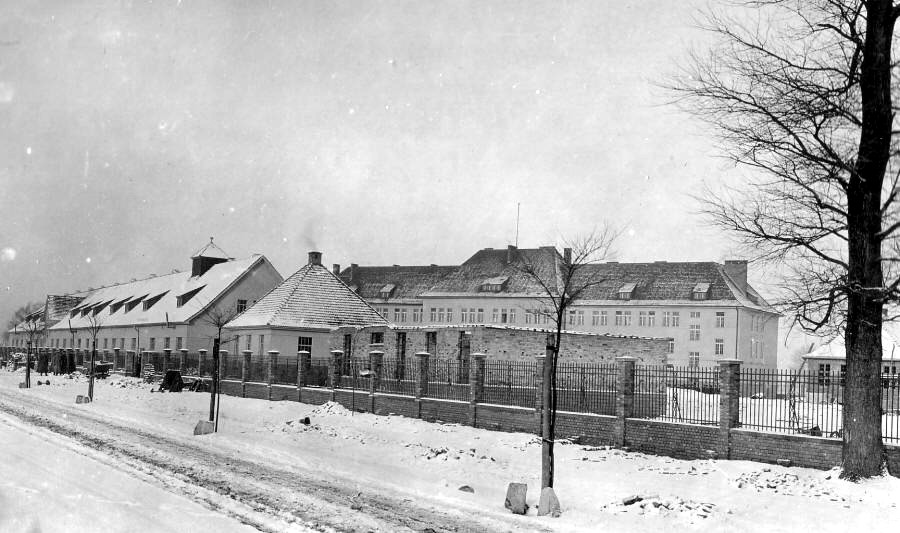
Niemieckie koszary lotników w 1915 roku

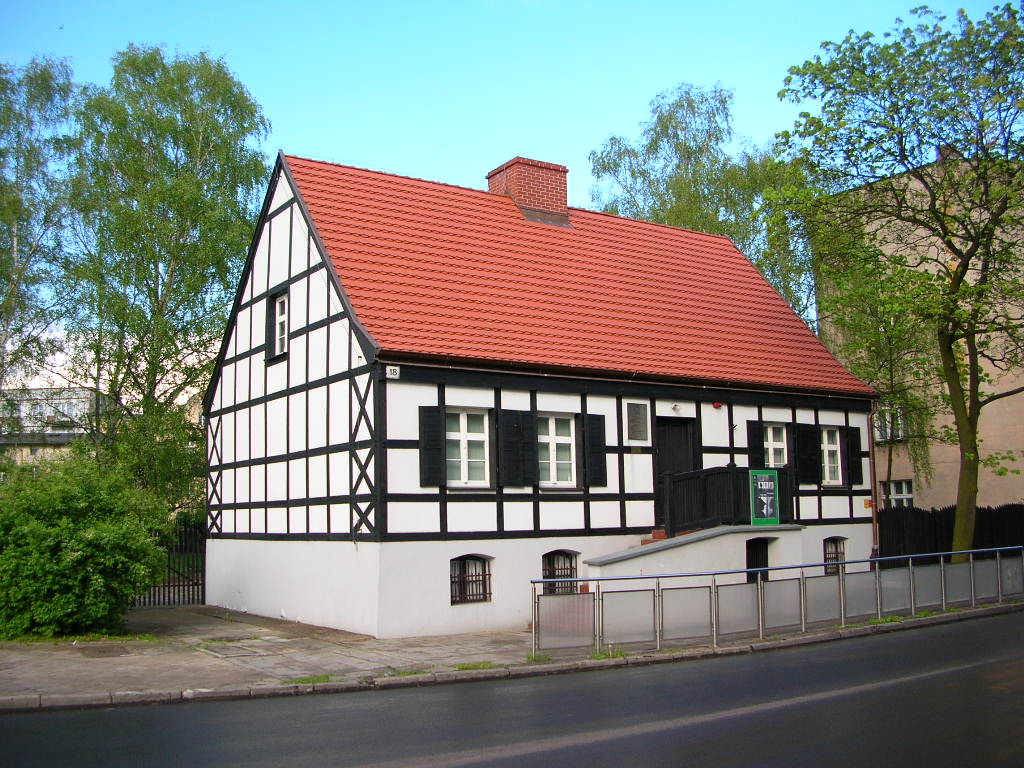
Dom rodzinny Stanisława Staszica

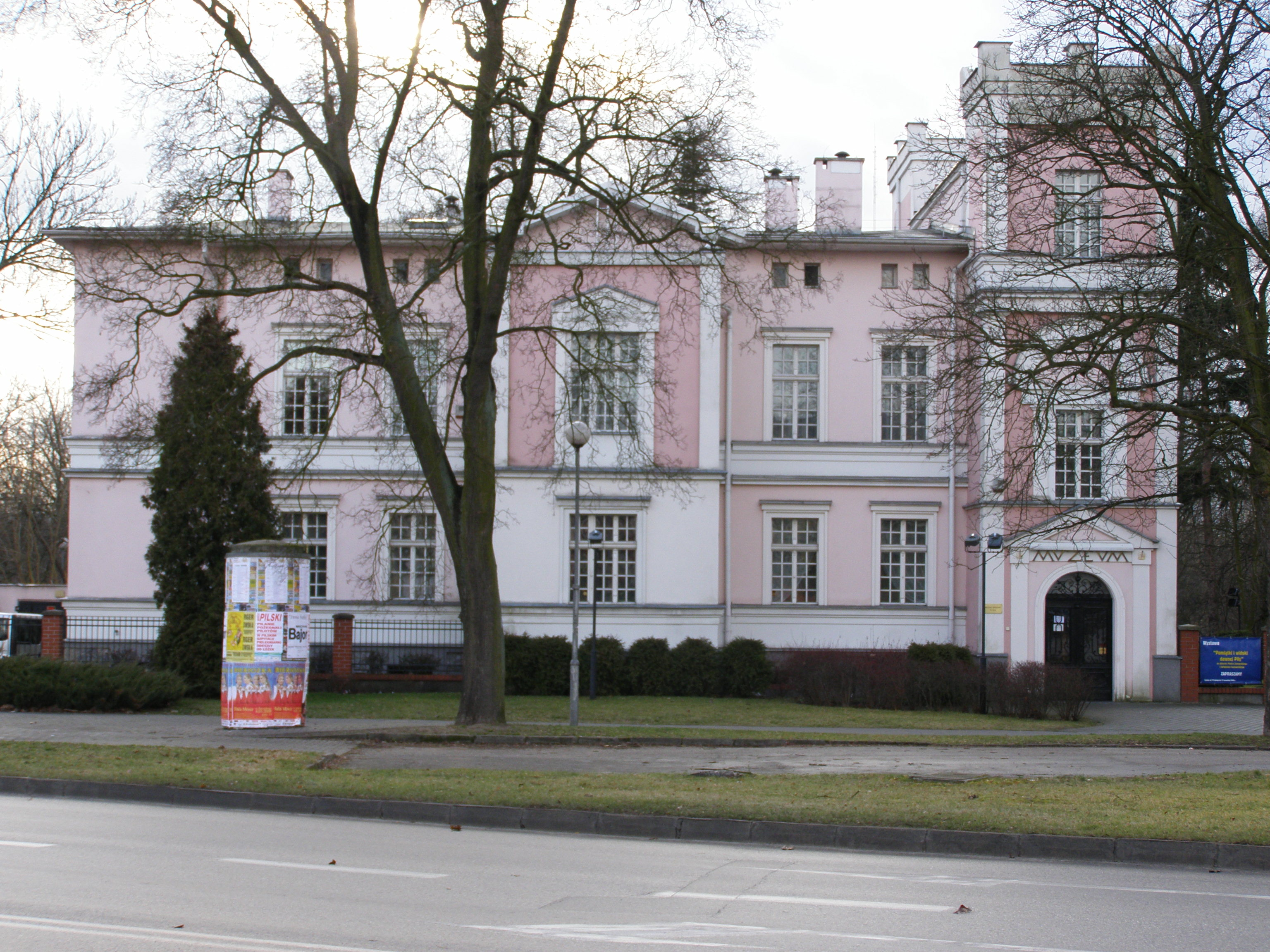
Budynek konsulatu RP w Pile

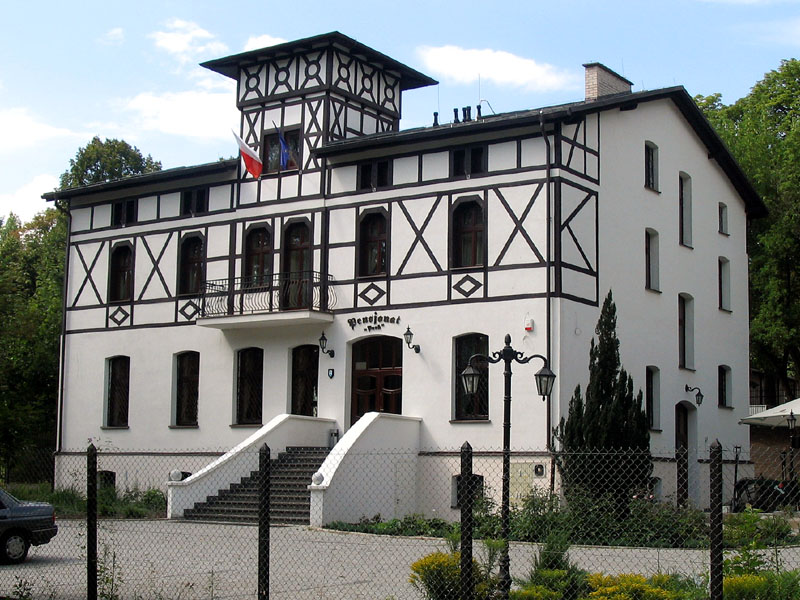
Dom Strzelecki, obecnie pensjonat „Park”

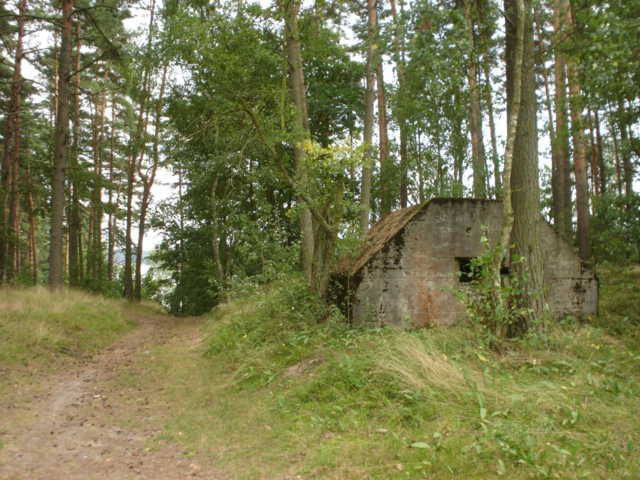
Bunkier nad jeziorem Płotki

W 1772 w wyniku I rozbioru Polski została zajęta przez Prusy i jak cała Wielkopolska po II rozbiorze Polski znalazła się w zaborze pruskim. Leżała w tzw. okręgu nadnoteckim i otrzymała nową, niemiecką nazwę Schneidemühl. W mieście stacjonowało wojsko pruskie złożone z huzarów. W wyniku kolonizacji zapoczątkowanej w 1772 przez Fryderyka II, który sprowadzał kolonistów niemieckich darując im wzniesione domostwa, Piła z czasem stała się miastem zamieszkanym w większości przez Niemców. W 1824 do miasta przybył predykant (kaznodzieja protestancki) i wybudowany został tutaj dla przybyszów protestancki kościół.
Po zwycięskim dla Polaków drugim powstaniu wielkopolskim jakie odbyło się w 1806 w latach 1807–1815 należała do departamentu bydgoskiego Księstwa Warszawskiego. W mieście w 1806 stacjonowało wojsko francuskie. Od 1815 decyzją kongresu wiedeńskiego dokonano podziału Księstwa Warszawskiego i Wielkopolska ponownie weszła w skład Królestwa Prus jako Wielkie Księstwo Poznańskie, a później Prowincja Poznańska.
7 lipca 1834 miał miejsce kolejny pożar, podczas którego spłonęło 200 domów. 16 sierpnia 1835 miasto otrzymało nową ordynację miejską. W 1844 w Pile od kościoła katolickiego odłączył się Jan Czerski tworząc swoją własną gminę chrześcijańsko-apostolskokatolicką, która posiadała kościół na starym rynku. W 1848 roku w mieście miały miejsce rozruchy spowodowane wybuchem czwartego powstania wielkopolskiego. W Pile doszło do walk pomiędzy powstańcami a paramilitarną organizacją niemiecką „Netzbruderów” wspieranymi przez wojsko pruskie.
Rozwój kolei jaki nastąpił w 2. poł. XIX w. przyczynił się do rozwoju miasta. Pierwsze połączenie Piły z Krzyżem i Bydgoszczą zbudowano w latach 1848–1851 (otwarto 27 lipca 1851). Linia ta stanowiła część magistrali, tzw. Królewsko-Pruskiej Kolei Wschodniej, łączącej Berlin z Królewcem. W 1873 otwarto linię w kierunku Tczewa, w 1879 linię Poznań-Piła-Kołobrzeg, w 1881 linię do Wałcza. Pod koniec XIX w. miasto było ośrodkiem drobnego przemysłu oraz handlu produktami rolno-spożywczymi. Dużym zakładem przemysłowym były zakłady naprawcze taboru kolejowego (Reichsbahn Ausbesserungswerk). W 1913 zbudowano niewielkie lotnisko etapowe, służące do przyjmowania samolotów komunikacyjnych, a w 1914 roku większe lotnisko prywatnej szkoły lotniczej. W tym samym roku rozpoczęto tam budowę fabryki samolotów – filii zakładów Albatros Flugzeugwerke, pod nazwą Ostedeutsche Albatros Werke GmbH (OAW), gdzie produkowano samoloty wojskowe Albatros na potrzeby armii niemieckiej.
W czasie I wojny światowej produkowano w niej maksymalnie 220 samolotów miesięcznie, a do zawieszenia broni w 1918 powstało ich ok. 5500. Po wojnie w 1921 zakłady i lotnisko zlikwidowano. 1 kwietnia 1914 Piłę wyłączono z powiatu chodzieskiego i przekształcono w odrębny powiat grodzki (niem. Stadtkreis). W ciągu stu lat, od 1815 do 1915, ludność miasta wzrosła z 2 do 28 tysięcy. W okresie I wojny światowej w Pile istniał duży obóz dla jeńców wojennych. Na początku 1919 Piła, wzmocniona dużym garnizonem, była bazą wojsk niemieckich prowadzących działania przeciwko powstańcom wielkopolskim. W powstaniu brało udział również wielu mieszkańców miasta.

### Okres międzywojenny
Ze względu na dominację ludności niemieckiej, traktat wersalski pozostawił Piłę w granicach Niemiec (granica z Polską przebiegała ok. 6 km na południowy wschód od centrum miasta). W lipcu 1922 Piła została stolicą nowej pruskiej prowincji Marchia Graniczna Poznańsko-Zachodniopruska (Grenzmark Posen-Westpreussen). Została ona utworzona z tych części Prowincji Poznańskiej i Prus Zachodnich, które nie weszły w skład odrodzonej Polski. W 1938 przekształcono ją w Rejencję Marchia Graniczna Poznańsko-Zachodniopruska (Regierungsbezirk Grenzmark Posen-Westpreußen), należącą do prowincji Pomorze (Provinz Pommern). W 1926 Piła została również siedzibą Administratury Apostolskiej podlegającej bezpośrednio Watykanowi, w 1930 podniesionej do rangi Prałatury Apostolskiej. W okresie międzywojennym miasto znacznie się rozbudowało. Dla potrzeb administracji wybudowano szereg gmachów, m.in. przy pl. Staszica oraz obecny budynek Starostwa Powiatowego przy al. Niepodległości. Panowało tu jednak duże bezrobocie, a poparciem politycznym cieszyli się nacjonaliści (w tym NSDAP). Mimo silnego nacisku germanizacyjnego miasto pozostało ośrodkiem polskości. Działały tu polskie organizacje społeczne, m.in. od 1924 oddział Związku Polaków w Niemczech. Od 1 września 1922 istniał tu wicekonsulat, a od 1930 konsulat RP. Od 1917 w Pile istniał również polski chór „Halka”, śpiewający w każdą niedzielę oraz święta kościelne i państwowe Polski. Działał on do ostatniej niedzieli sierpnia 1939.

### II wojna światowa
W 1939 utworzono obóz przejściowy dla cywilnej ludności polskiej. W czasie II wojny światowej Piła była dużym ośrodkiem przemysłu zbrojeniowego. Na miejscu dawnego lotniska urządzono nowe betonowe lotnisko i lotnicze zakłady remontowe. W 1945, Niemcy miasto zamienili w twierdzę i włączyli w system umocnień Wału Pomorskiego. Pierwszy pierścień obrony, wysunięty na dalekie przedpola miasta, obejmował m.in. Płotki, Leszków, Kalinę. Piłę obsadzono dużym garnizonem (24 tys. żołnierzy rozmaitego autoramentu). Miasto zostało zdobyte przez Armię Czerwoną po ciężkich walkach trwających od 24 stycznia do 14 lutego 1945. W walkach o miasto uczestniczyły oddziały wchodzące w skład 47 Armii. Wskutek działań wojennych Piła została zniszczona w 72% (centrum w 90%), najbardziej ze wszystkich większych miast Wielkopolski. Po wojnie na ówczesnym pl. Armii Czerwonej wzniesiono Pomnik Wdzięczności Armii Czerwonej.

### Czasy powojenne
Po wojnie na mocy porozumień jałtańskich Piła wróciła do Polski. Zniszczenia zabudowy miejskiej oszacowano na około 80%. Całkowicie zniszczony został przemysł. Czynniki te nie sprzyjały osadnikom, w związku z czym początkowo nie osiedlali się oni tu zbyt chętnie, odjeżdżając w inne miejsca. Pierwszą zwartą grupą Polaków przybyłych do miasta byli kolejarze z Bydgoszczy, którzy pojawili się cztery dni po wyparciu Niemców, 18 lutego 1945. Zajęli kolonię małych domów przy dworcu. Uruchomili oni stację kolejową, a następnie zabezpieczyli Zakłady Naprawcze Taboru Kolejowego. W wyniku tego, w czerwcu 1945, przyjęły one do naprawy pierwszy parowóz. Kolejni osadnicy przybywali z województw poznańskiego i bydgoskiego. Brak zorganizowanej administracji i powolna akcja osadnicza sprzyjały szabrowi i przestępczości. Proceder ten znacznie ograniczono po powstaniu Obwodowego Urzędu Pełnomocnika Rządu.
W połowie kwietnia 1945 powstał w Pile Państwowy Urząd Repatriacyjny. Początkowo stanowił on punkt etapowy Oddziału Okręgowego ze Szczecinka. Po wyłączeniu miasta z Okręgu Pomorza Zachodniego i wejściu w skład województwa poznańskiego, urząd stał się Oddziałem Powiatowym i rozszerzono jego funkcje. Pierwszy transport repatriantów (piętnaście wagonów, 98 osób) przybył z Baranowicz 20 lipca 1945. W 1945 pilski PUR przyjął 167 wagonów z 402 rodzinami (2007 osób). Oprócz repatriantów przybywali osadnicy z Polski centralnej (w 1945 było to 89 wagonów, 257 rodzin, 1068 osób). W 1946 przybyło do miasta 245 wagonów z 491 rodzinami (3361 osób), a także 14 wagonów reemigrantów z Zachodu (172 osoby). W ramach osadnictwa wojskowego osiedlono 274 osoby. W sposób niezorganizowany przybyło ponadto 3361 ludzi. W 1947 akcja osadnicza zahamowała (1218 repatriantów, 35 osadników wojskowych i 119 reemigrantów z Zachodu), a od 1948 do 1950 całkowicie wygasła.
Po zakończeniu wojny w Pile zostało około 3250 Niemców i autochtonów. Większość z nich wyraziła chęć wyjazdu do brytyjskiej lub sowieckiej strefy okupacyjnej. Wysiedlenia rozpoczęto jesienią 1945, a zakończono jesienią 1946. Wyjechało wtedy 2700 osób, a głównym punktem przesiedleńczym była Trzcianka. Wysiedleńców leczono przed wyjazdem i zapewniano im możliwość zabrania ze sobą majątku osobistego. Transport odbywał się wagonami osobowymi, a w składach był wagon sanitarny. Humanitaryzm akcji wysiedleńczej został przyjęty na miejscu z dużym zdziwieniem przez pracowników brytyjskiej misji wojskowej. Pozostała grupa 550 osób przyjęła narodowość polską i pozostała na miejscu. Było to 119 rodzin (547 osób) autochtonicznych. 21 z nich było osobami samotnymi. Większość z nich to rdzenni pilanie, a reszta to osoby przybyłe do miasta z mniejszych ośrodków w okresie międzywojennym.
| Region pochodzenia (województwo) | 1945 | 1946 | 1947 | 1948 | 1949 | 1950 | Razem |
| -------------------------------- | ---- | ---- | ---- | ---- | ---- | ---- | ----- |
| białostockie                     | 159  | 107  | 66   | 112  | 21   | 53   | 518   |
| katowickie                       | 55   | 33   | 34   | 14   | 29   | 21   | 186   |
| kieleckie                        | 105  | 79   | 35   | 32   | 46   | 88   | 395   |
| krakowskie                       | 96   | 61   | 23   | 12   | 16   | 62   | 250   |
| lubelskie                        | 369  | 164  | 123  | 114  | 145  | 130  | 1045  |
| łódzkie                          | 182  | 84   | 45   | 42   | 113  | 85   | 551   |
| pomorskie (w granicach do 1939)  | 1406 | 1643 | 895  | 823  | 556  | 567  | 5890  |
| poznańskie                       | 580  | 678  | 772  | 731  | 536  | 511  | 3808  |
| rzeszowskie                      | 42   | 46   | 29   | 62   | 17   | 15   | 211   |
| warszawskie                      | 546  | 330  | 152  | 132  | 159  | 182  | 1501  |
| Razem                            | 3540 | 3205 | 2174 | 2084 | 1638 | 1714 | 14355 |

W 1946 ludność miasta liczyła 10 700 mieszkańców. Do 1960 wybudowano lub wyremontowano 2000 izb mieszkalnych, a także odbudowano szpital, szkołę oraz spalony teatr. Odbudowana i rozbudowana została również infrastruktura miejska: mosty, sieci kanalizacyjna, wodociągowa i gazowa.
Odbudowa, początkowo powolna, na szerszą skalę prowadzona była od 1965, powstały wówczas Zakłady Naprawcze Taboru Kolejowego, Zakłady Sprzętu Oświetleniowego „Lumena” – fabryka produkcji żarówek wyposażona w nowy park maszynowy. Rozwinął się przemysł spożywczy, odzieżowy, metalowy oraz zakłady roszarnicze lnu. Unowocześniono zakłady przemysłu ziemniaczanego. Uruchomione zostały zakłady materiałów budowlanych: produkcji betonu, fabryka papy oraz cegielnia. W 1974 w 30. rocznicę powstania PRL za wkład w budownictwo socjalistyczne miasto odznaczone zostało przez władze Orderem Odrodzenia Polski II klasy.
W okresie PRL w mieście ukazywała się lokalna prasa. Od 1946 dwutygodnik „Piła mówi”, a od 1965 miesięcznik „Głos Pilski”. We współpracy z poznańskimi historykami ukazywał się również naukowy „Rocznik Pilski”.
Do niedawna w mieście istniało duże lotnisko wojskowe. W latach 1946–1951 i ponownie od 1 stycznia 1999 Piła była stolicą powiatu, w latach 1951–1975 powiatem miejskim, a w latach 1975–1998 stolicą osobnego województwa. 1 stycznia 1999 jako jedno z trzech byłych miast wojewódzkich nie stała się miastem na prawach powiatu (pozostałe dwa to Ciechanów i Sieradz).

## Ludność

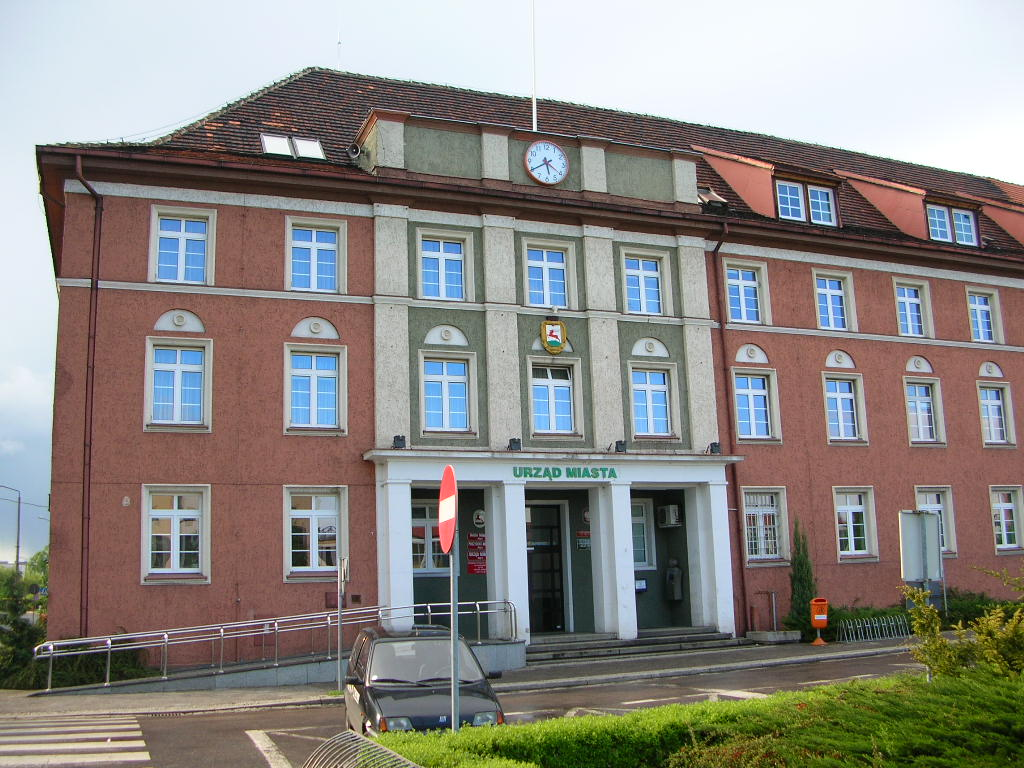
Ratusz

Piła jest jednym z największych pod względem liczby mieszkańców miast województwa wielkopolskiego. Podobnie jak w większości dawnych miast wojewódzkich zdegradowanych do roli siedziby władz powiatowych, również tutaj obserwuje się powodowany bezrobociem odpływ młodzieży po zakończeniu edukacji. Najwięcej mieszkańców – 77 007 – Piła liczyła w 1997 roku.
Według danych GUS z 31 grudnia 2020 r., Piła liczyła 72 527 mieszkańców i była pod względem liczby ludności czwartym (po Poznaniu, Kaliszu oraz Koninie) miastem w województwie wielkopolskim, a także 49. spośród najludniejszych miast w Polsce, dzięki czemu była ona również najliczniej zamieszkiwaną miejscowością, niebędącą miastem na prawach powiatu.
Duża powierzchnia miasta wpływa na niską gęstość zaludnienia. Faktyczna gęstość zaludnienia w obszarze zwartej zabudowy (21,76 km²) jest jednak znacznie wyższa, a dużą część administracyjnego obszaru miasta zajmują lasy i tereny zielone, tereny uprawne, obszary przemysłowe i poprzemysłowe, a także innego rodzaju nieużytki.
| Data            | Mieszkańcy |
| --------------- | ---------- |
| 30 czerwca 1995 | 75 737     |
| 31 grudnia 1995 | 75 994     |
| 30 czerwca 1996 | 76 238     |
| 31 grudnia 1996 | 76 610     |
| 30 czerwca 1997 | 77 007     |
| 31 grudnia 1997 | 76 625     |
| 30 czerwca 1998 | 76 721     |
| 31 grudnia 1998 | 76 849     |
| 30 czerwca 1999 | 76 839     |
| 31 grudnia 1999 | 75 001     |
| 30 czerwca 2000 | 74 962     |
| 31 grudnia 2000 | 74 900     |
| 30 czerwca 2001 | 75 012     |
| 31 grudnia 2001 | 75 094     |
| 30 czerwca 2002 | 75 051     |
| 31 grudnia 2002 | 75 197     |
| 30 czerwca 2003 | 75 205     |
| 31 grudnia 2003 | 75 293     |
| 30 czerwca 2004 | 75 295     |
| 31 grudnia 2004 | 75 248     |
| 30 czerwca 2005 | 75 122     |
| 31 grudnia 2005 | 75 144     |
| 30 czerwca 2006 | 75 044     |
| 31 grudnia 2006 | 74 720     |
| 30 czerwca 2007 | 74 663     |
| 31 grudnia 2007 | 74 687     |
| 30 czerwca 2008 | 74 636     |
| 31 grudnia 2008 | 74 735     |
| 30 czerwca 2009 | 74 723     |
| 31 grudnia 2009 | 74 638     |
| 30 czerwca 2010 | 74 863     |
| 31 grudnia 2010 | 74 856     |
| 30 czerwca 2011 | 74 767     |
| 31 grudnia 2011 | 74 818     |
| 30 czerwca 2012 | 74 763     |
| 31 grudnia 2012 | 74 930     |
| 30 czerwca 2013 | 74 802     |
| 31 grudnia 2013 | 74 609     |
| 30 czerwca 2014 | 74 471     |
| 31 grudnia 2014 | 74 333     |
| 30 czerwca 2015 | 74 230     |
| 31 grudnia 2015 | 74 140     |
| 30 czerwca 2016 | 74 102     |
| 31 grudnia 2016 | 73 987     |
| 30 czerwca 2017 | 73 928     |
| 31 grudnia 2017 | 73 791     |
| 30 czerwca 2018 | 73 693     |
| 31 grudnia 2018 | 73 398     |
| 30 czerwca 2019 | 73 176     |
| 31 grudnia 2019 | 73 139     |
| 30 czerwca 2020 | 72 325     |
| 31 grudnia 2020 | 71 903     |
| 30 czerwca 2021 | 71 564     |
| 31 grudnia 2021 | 71 226     |
| 30 czerwca 2022 | 70 861     |
| 31 grudnia 2022 | 70 624     |
| 30 czerwca 2023 | 70 361     |
| 31 grudnia 2023 | 70 054     |
| 30 czerwca 2024 | 69 748     |

### Pochodzenie
Powojenna ludność Piły w przeważającej mierze była ludnością napływową z różnych stron Polski. Przedwojenni niemieccy mieszkańcy miasta zostali po 1945 roku wysiedleni, a na ich miejsce napłynęli w zdecydowanej większości Polacy. Według profesora Leszka Kosińskiego, struktura ludnościowa Piły w 1950 roku pod względem pochodzenia terytorialnego przedstawiała się następująco:
| Pochodzenie                 | Liczba mieszkańców | Procentowo |
| --------------------------- | ------------------ | ---------- |
| Woj. bydgoskie              | 6 817              | 32,33%     |
| Obszary w granicach ZSRR    | 4 359              | 20,67%     |
| Woj. poznańskie             | 3 548              | 16,83%     |
| Woj. warszawskie z Warszawą | 1 719              | 8,15%      |
| Woj. lubelskie              | 802                | 3,80%      |
| Woj. łódzkie z Łodzią       | 651                | 3,09%      |
| Woj. kieleckie              | 424                | 2,01%      |
| Woj. gdańskie               | 326                | 1,55%      |
| Woj. krakowskie             | 225                | 1,07%      |
| Woj. katowickie             | 149                | 0,71%      |
| Woj. rzeszowskie            | 145                | 0,69%      |
| Woj. białostockie           | 129                | 0,61%      |
| Pozostali                   | 684                | 3,24%      |
| Ludność napływowa ogółem    | 19 978             | 94,75%     |
| Autochtoni                  | 1 107              | 5,25%      |
| Ogółem                      | 21 085             | 100%       |

## Rada Miasta
| Ugrupowanie                           | Kadencja 2002–2006 | Kadencja 2006−2010 | Kadencja 2010–2014 | Kadencja 2014–2018 | Kadencja 2018–2023 |
| ------------------------------------- | ------------------ | ------------------ | ------------------ | ------------------ | ------------------ |
| Sojusz Lewicy Demokratycznej          | 10 (SLD-UP)        | 4 (LiD)            | 4                  | 1                  | –                  |
| Porozumienie                          | 8                  | –                  | –                  | –                  | –                  |
| Nasza Piła                            | 5                  | 1                  | –                  | –                  | –                  |
| Prawo i Sprawiedliwość                | –                  | 4                  | 4                  | –                  | 5                  |
| Platforma Obywatelska                 | –                  | 6                  | 9                  | 18                 | 14 (KO)            |
| Zbigniew Kosmatka „Razem Dla Piły”    | –                  | 6                  | 4                  | –                  | –                  |
| Porozumienie Samorządowe              | –                  | 2                  | 2                  | 2                  | 4                  |
| Lewica Razem                          | –                  | –                  | –                  | 2                  | –                  |
| Błażej Łukasz Parda Tak dla Jadwiżyna | –                  | –                  | –                  | 1                  | –                  |

## Architektura
W Pile, z powodu zniszczeń wojennych oraz późniejszych wyburzeń, nie zachowało się wiele obiektów zabytkowych.

### Zabytki sakralne

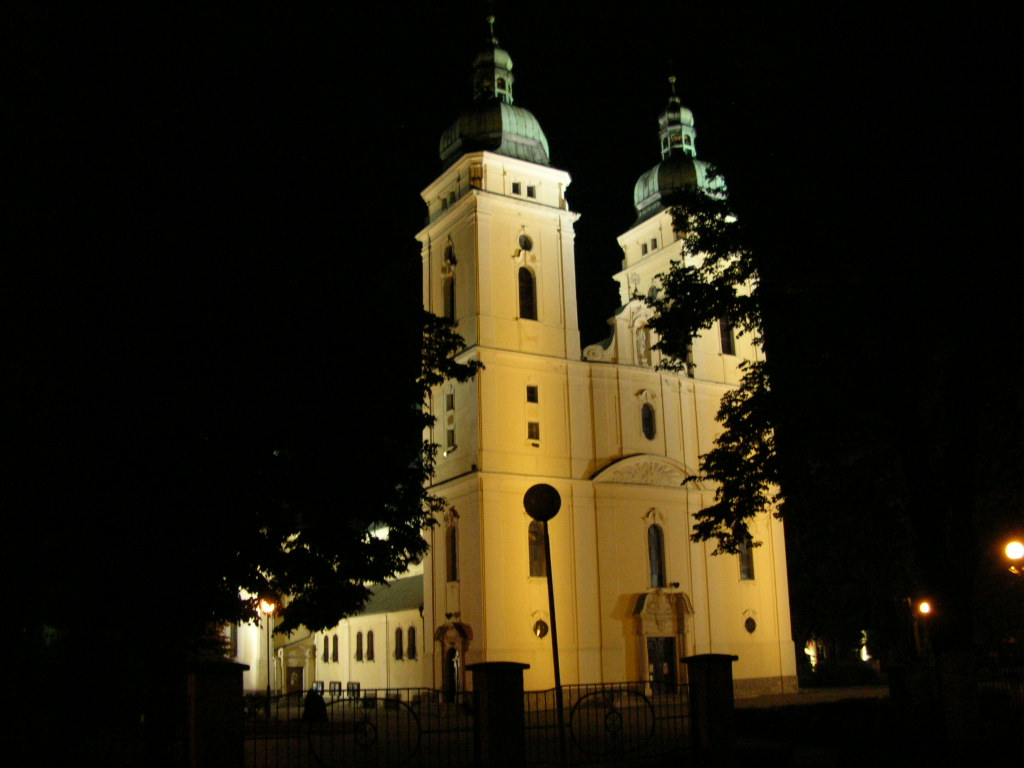
Kościół św. Rodziny nocą

- modernistyczny kościół św. Antoniego o awangardowej formie architektonicznej z lat 1929–1930, arch. Hans Herkommer ze Stuttgartu; jednolite stylowo wnętrze utrzymane w stylu katakumbowym
  - w ołtarzu głównym jeden z największych w Europie krucyfiksów, wykonany z jednego kawałka drewna, o wys. 7 m, pokryty płatkami brązu
- neobarokowy kościół św. Rodziny z lat 1912–1915 z dwiema wieżami
- neogotycki kościół poewangelicki św. Stanisława Kostki z lat 1895–1896
- neogotycki kościół poewangelicki Matki Boskiej Częstochowskiej z lat 1892–1893 (osiedle Motylewo).

### Inne zabytki

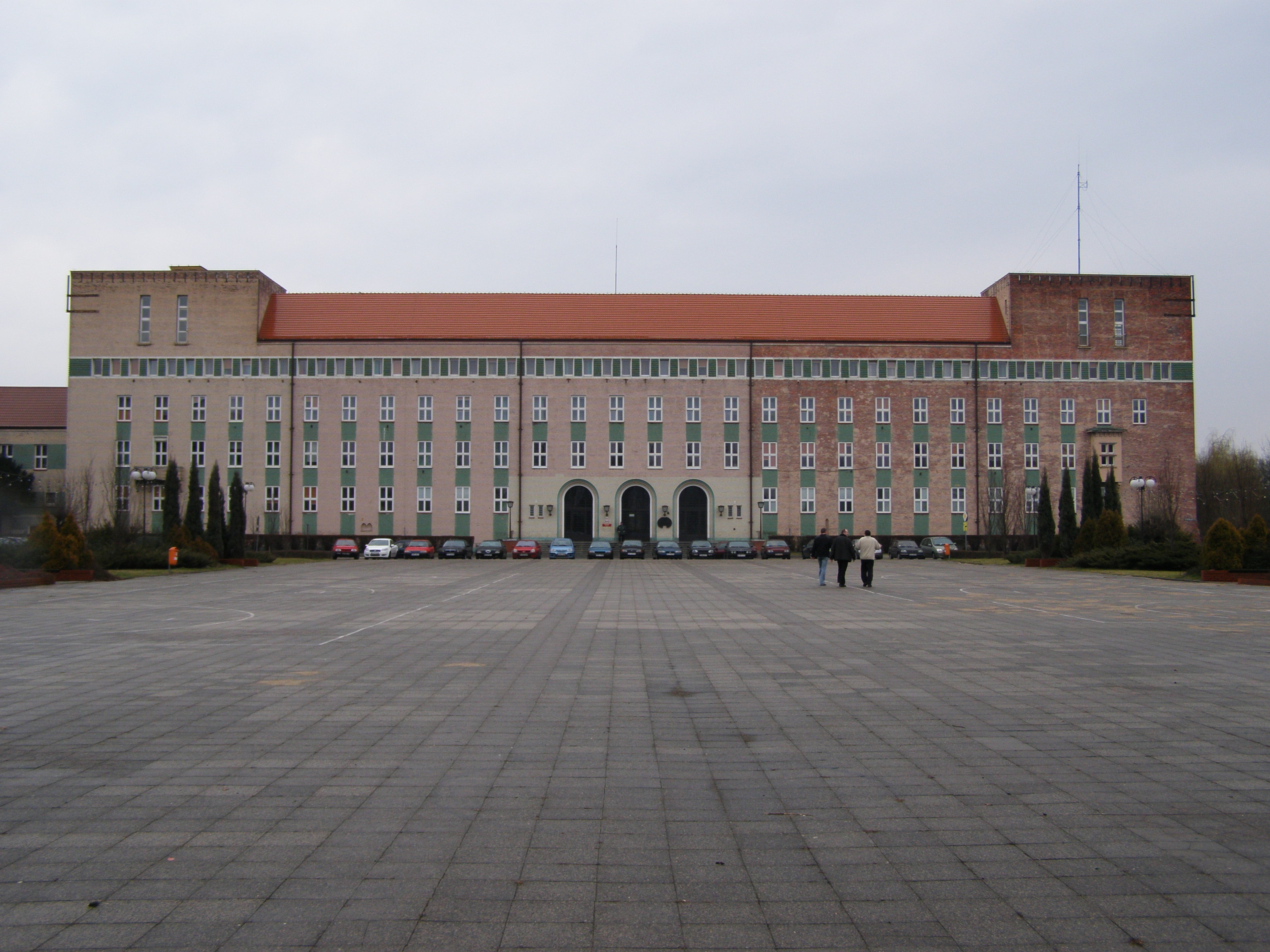
Dawna siedziba władz Rejencji pilskiej, obecnie Szkoła Policji

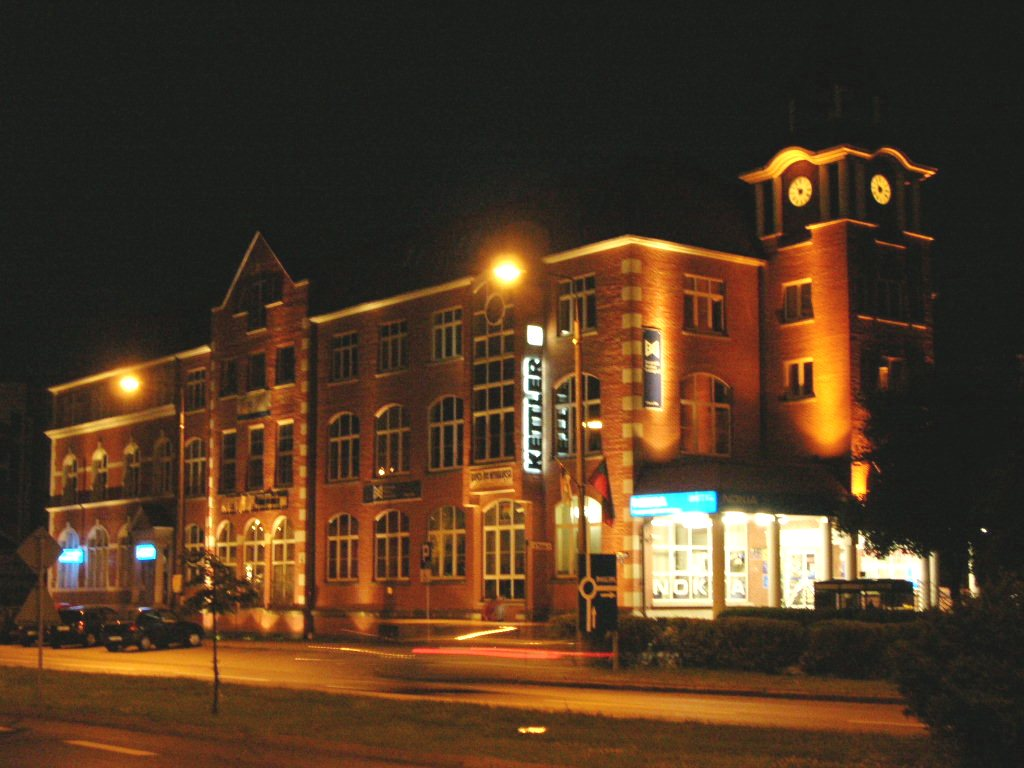
Dawna poczta, obecnie budynek Orange Polska S.A. nocą

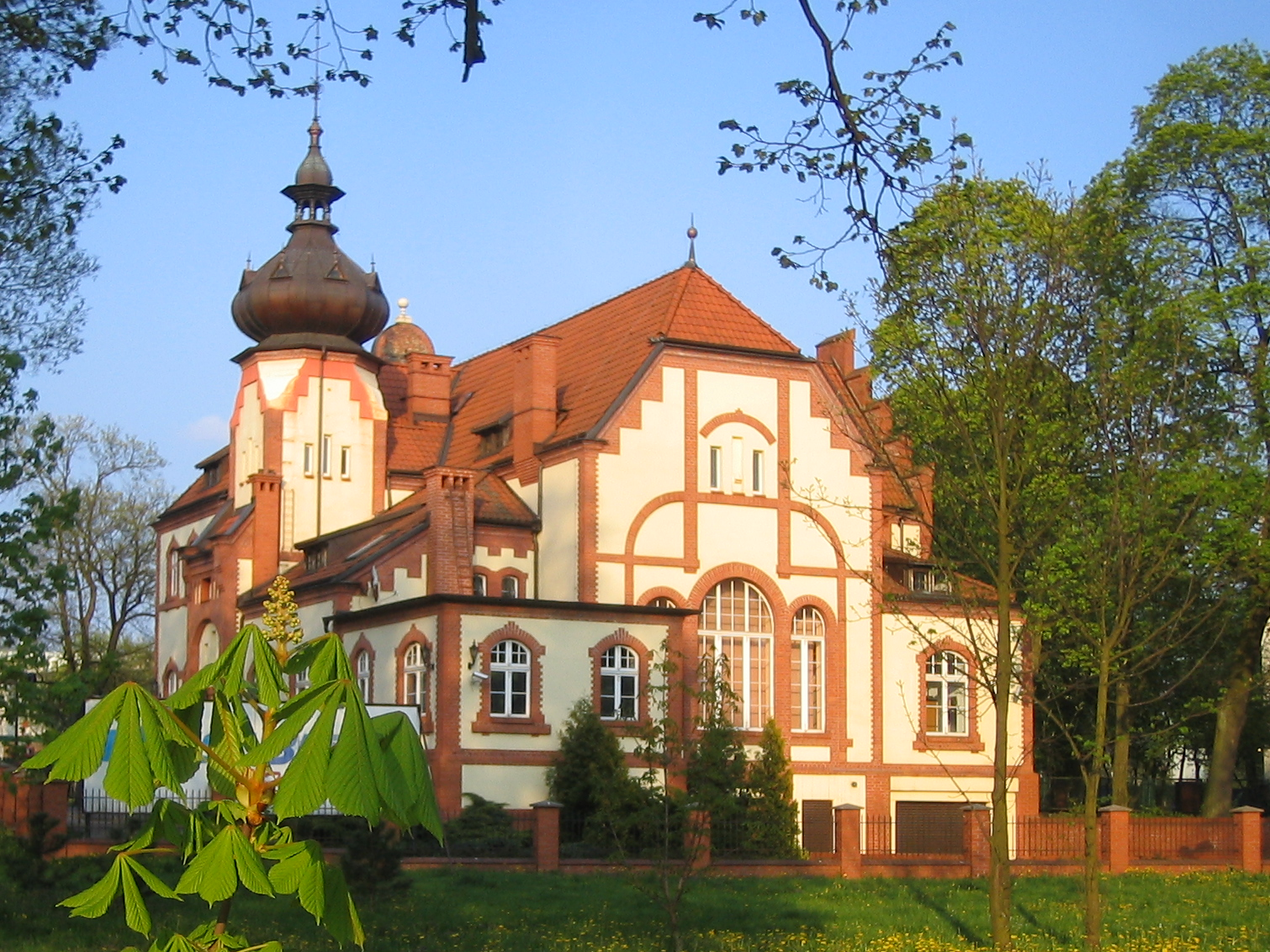
Kasyno oficerskie, obecnie Invest Bank

- dom, w którym urodził się Stanisław Staszic, z ok. połowy XVIII w., zbudowany z muru pruskiego, zniszczony w 1945, odbudowany w 1948, gruntownie odnowiony w 1986, obecnie Muzeum Stanisława Staszica
  - na ścianie tablica pamiątkowa ku czci Stanisława Staszica
- dawny arsenał Landwehry z lat 1843–1844
- kasyno oficerskie wybudowane w latach 1870–90 przy ulicy Browarnej 3, a obecnie bank[41]
- zespół budynków z lat 1926–1930 przy pl. Staszica:
  - modernistyczny gmach władz dawnej rejencji pilskiej, obecnie Szkoła Policji
  - teatr, biblioteka i muzeum, po zniszczeniach wojennych odbudowane w 1960, obecnie Regionalne Centrum Kultury „Fabryka Emocji” (www.rck.pila.pl) i obiekty szkoły policji
  - konsystorz ewangelicki i urząd finansowy, obecnie Urząd Miejski i Poszukiwania Nafty i Gazu „NAFTA”
- neogotycki budynek seminarium nauczycielskiego z lat 1902–1904 z salą gimnastyczną, obecnie Szkoła Podstawowa nr 7
- modernistyczny budynek gimnazjum im. von Steina z 1931, obecnie Liceum Ogólnokształcące
- fragment budynku dawnej poczty z lat 1893–1895, w stylu neorenesansu niemieckiego. W 1994 część zburzona w 1945 została odbudowana w nowoczesnej formie, zachowując ogólną bryłę budynku
- dworzec kolejowy z 1853, przebudowany w 1876. W 2016 roku zakończył się gruntowny remont budynku
- Parowozownia Piła wybudowana w latach 1870–1874 zwana Okrąglakiem
- klasycystyczny budynek loży masońskiej z połowy XIX w., do 2016 roku Wyższa Szkoła Biznesu (już nieistniejąca)
- neogotycki instytut głuchoniemych z ok. 1870, obecnie fragment Szkoły Podstawowej nr 5
- Nowy Dom Strzelecki z 1896, o konstrukcji z muru pruskiego, obecnie pensjonat
- budynek z ok. 1920, w którym w latach 1928–1934 mieścił się konsulat polski[42]
- budynek z ok. 1875, w którym w latach 1934–1939 mieścił się konsulat polski, obecnie Muzeum Okręgowe
  - na ścianie tablica upamiętniająca siedzibę konsulatu polskiego
- kasyno oficerskie z czwartej ćwierci XIX w., obecnie Invest Bank
- schrony bojowe na wschodnich obrzeżach miasta z lat 1939–1944, fragment umocnień Wału Pomorskiego
- kamienice z przełomu XIX i XX w., m.in. przy ul. 14 Lutego, Ludowej, Roosevelta, Bydgoskiej, 11 Listopada, Staromiejskiej, Okrzei, Kilińskiego, Kolbego, Popiełuszki
- na przedmieściu Motylewo kilka chałup wiejskich z XIX w.

### Nieistniejące obiekty historyczne
Oprócz tego w Pile istniały jeszcze inne budynki, które dziś mogłyby być zabytkami; zostały one przeważnie zniszczone w 1945 i rozebrane w latach późniejszych:
- Kościół św. Jana Chrzciciela i NMP, później św. Janów – najcenniejszy zabytek Piły, z późnogotyckim prezbiterium z lat 1619–1628 i późnobarokową nawą z końca XVIII wieku, spalony w 1945 i rozebrany w 1975 mimo kilku projektów odbudowy (na jego miejscu przy alei Piastów wybudowano Hotel Rodło[43][44], przemianowany później na Hotel Gromada[45])
- synagoga w okolicach al. Piastów (dawniej Rynek Żydowski) z 1841, spalona w 1938
- kościół luterański, tzw. miejski, przy pl. Zwycięstwa z 1822
- budynek sądu przy ul. Spacerowej z 1825
- ratusz przy pl. Zwycięstwa z 1837
- kościół ewangelicki św. Jana przy ul. Staromiejskiej z lat 1909–1911
- kościół sekty Jana Czerskiego, później staroluterański, przy ul. Wodnej z 1845 r., rozebrany ok. 1950
- eklektyczna, secesyjna i modernistyczna mieszkalna i handlowa zabudowa śródmieścia z XIX i 1. połowy XX wieku (m.in. przy Nowym Rynku – pl. Zwycięstwa i Starym Rynku – rejon skrzyżowania ul. Wodnej i Piekarskiej).

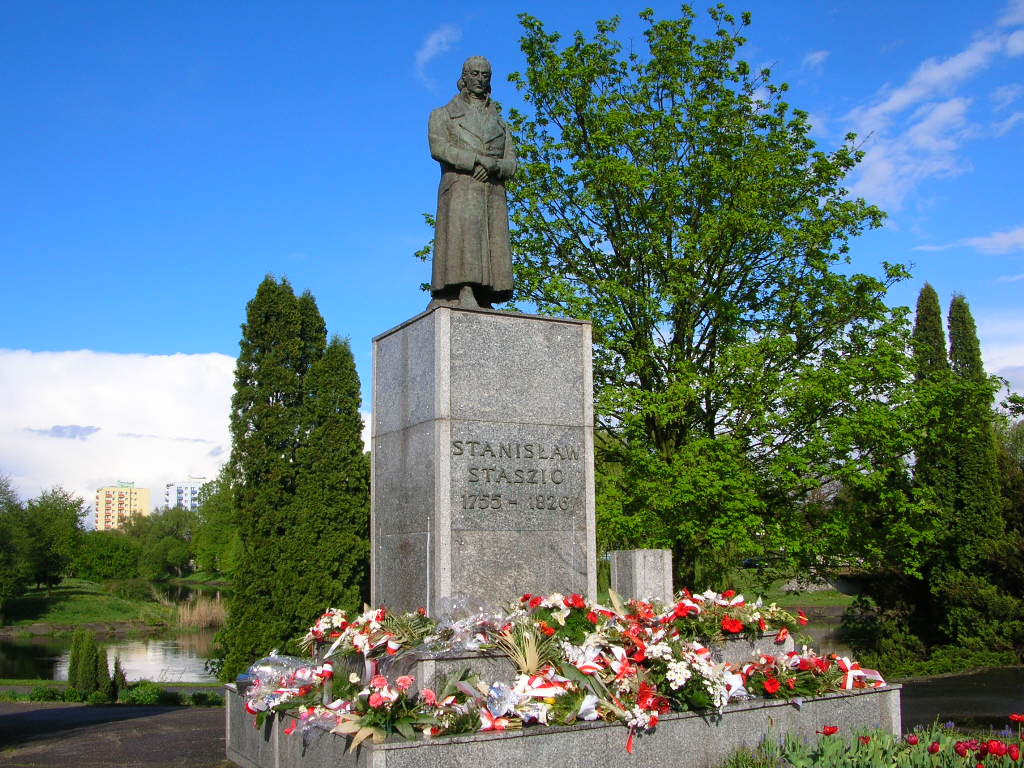
Pomnik Stanisława Staszica nad Gwdą

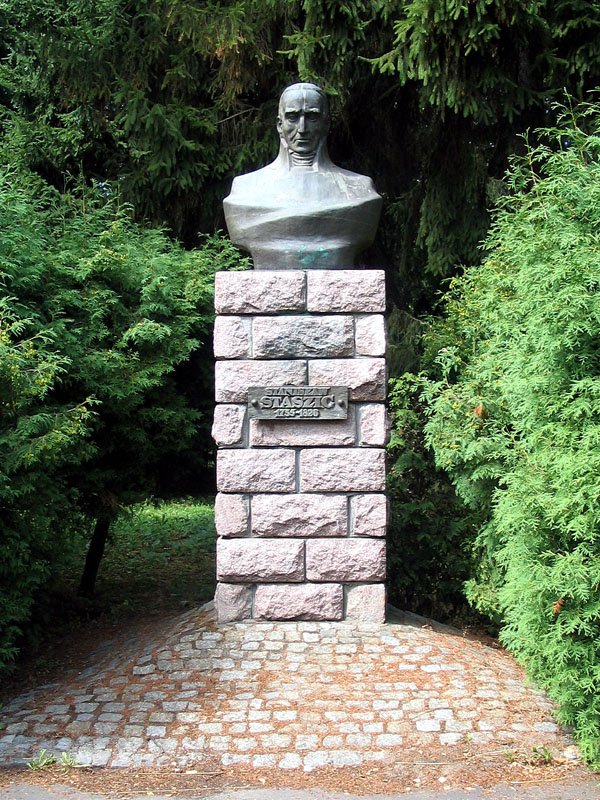
Popiersie Stanisława Staszica

### Pomniki
- pomnik Tysiąclecia Polski i powrotu Ziem Zachodnich do Macierzy (1966, proj. Jerzy Sobociński)
- pomnik Stanisława Staszica (1960, rzeźb. Edward Haupt)
- Ławeczka Stanisława Staszica w Pile
- obelisk ozdobiony reliefami związanymi z dziejami miasta (1964, proj. Józef Kopczyński)
- pomnik ofiar stalinizmu (1996)
- pomnik kolejarzy – pionierów miasta Piły (1973)
- popiersie Stanisława Staszica (1991, proj. Andrzej Lejszys)
- pomnik więźniów obozu „Albatros” (1985, proj. Andrzej Lejszys)
- głaz-pomnik ks. Bolesława Domańskiego
- głaz-pomnik z okazji 25-lecia NSZZ „Solidarność” (2005)
- głaz-pomnik powstańców wielkopolskich (1999)
- pomnik Jana Pawła II (2006).

### Cmentarze
- na przedmieściu Leszków dwa duże cmentarze wojenne:
  - jeńców zmarłych w pilskim obozie w latach 1915–1918
  - żołnierzy polskich i radzieckich poległych w 1945, m.in. w walkach o Piłę
- cmentarz katolicki przy ul. Salezjańskiej z ok. 1840
- cmentarz katolicki przy al. Powstańców Wielkopolskich z połowy XIX w.
- cmentarz prawosławny, tzw. choleryczny, z 1914, znajdujący się na północny wschód od Leszkowa, położony głęboko w lesie
- cmentarz komunalny przy ul. Motylewskiej
- Cmentarz żydowski w Pile
- dawny cmentarz ewangelicki przy ul. Henryka Dąbrowskiego (obecnie park).

### Architektura współczesna

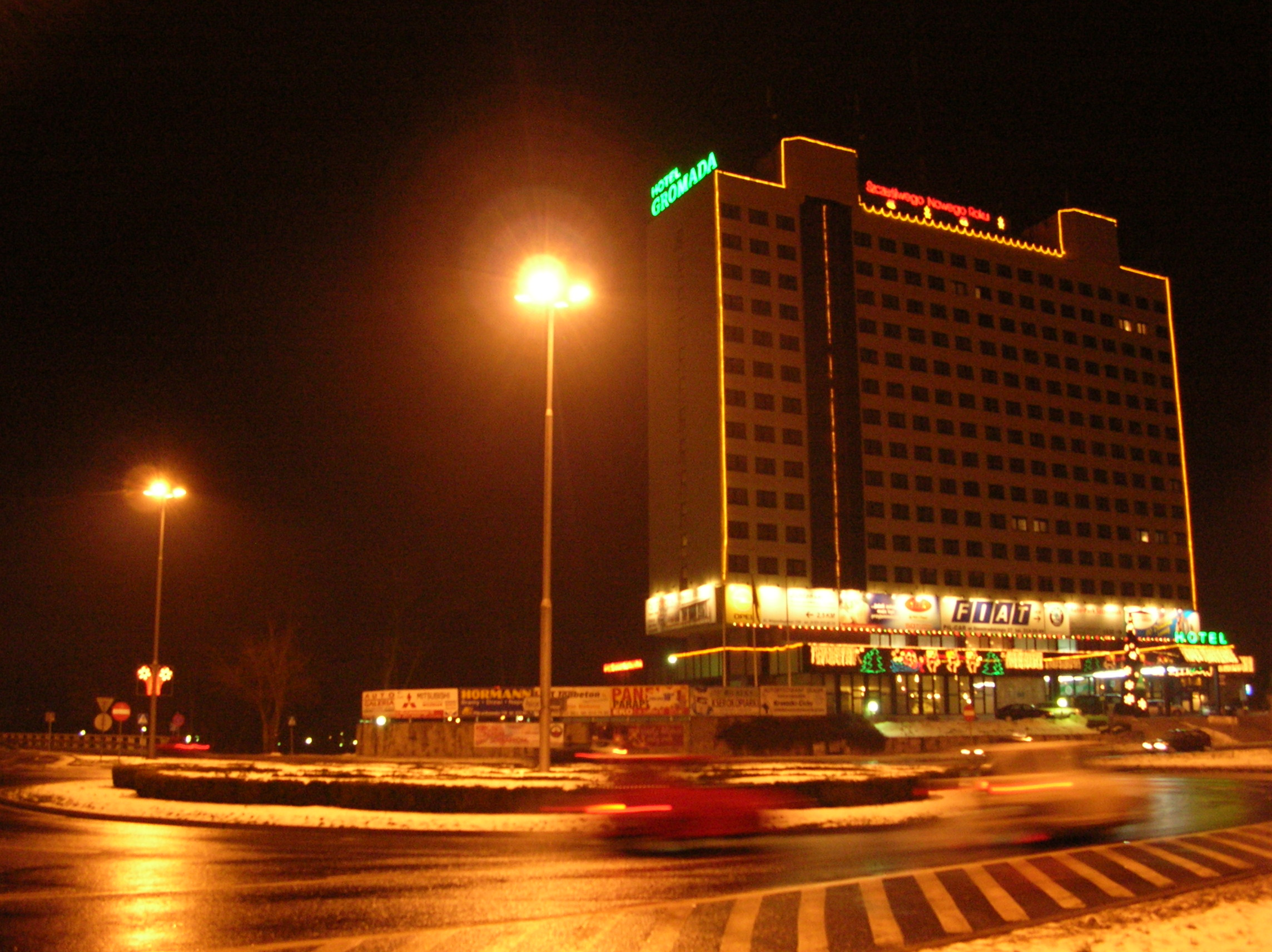
Hotel „Gromada” nocą

- Nadnotecki Instytut UAM – ul. Kołobrzeska
- Młodzieżowy Dom Kultury i Biuro Wystaw Artystycznych – ul. Okrzei
- hotel „Gromada” (dawniej „Rodło”, 1977–1987) – al. Piastów, najwyższy budynek w mieście – 85 m
- kościół NMP Wspomożenia Wiernych – ul. Złota
- Philips Enabling Technologies Group (architektura przemysłowa) – al. Powstańców Wielkopolskich
- Philips Electronics (architektura przemysłowa) – ul. Przemysłowa
- biurowiec Onyx Business Point – ul. dr F. Witaszka
- centrum handlowe Atrium Kasztanowa (wcześniej Galeria Kasztanowa), m.in. z 4-salowym kinem Helios z 583 miejscami, otwarte w grudniu 2007 roku[46].

## Atrakcje przyrodnicze
- Park Miejski im. Stanisława Staszica rozplanowany w 1900 (pow. 11,6 ha) z bogatym drzewostanem i zabytkową żelazną altaną z 1904. Kompleks w całości objęty ochroną i wpisany do rejestru zabytków[47]
- Park na Wyspie między odnogami Gwdy, założony w 1976–1978, z efektowną fontanną

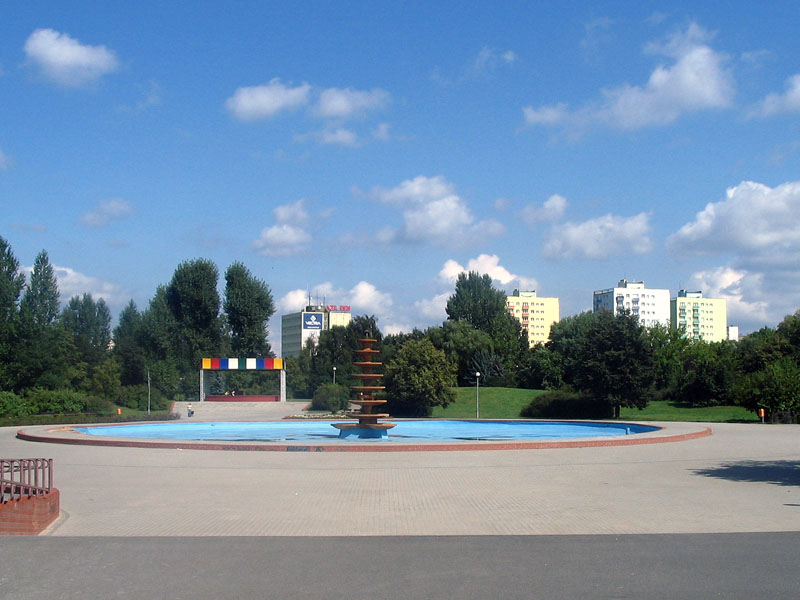
Park na Wyspie

- w północnej części miasta położone są rezerwat krajobrazowy „Kuźnik” (pow. 96 ha) oraz rezerwat faunistyczny „Nietoperze w Starym Browarze” (pow. 0,9530 ha)[48]
- na terenie Piły znajdują się 22 pomniki przyrody: 17 pojedynczych drzew, 4 grupy drzew, głaz narzutowy

- w granicach miasta leżą jeziora:
  - Duży Kuźnik (pow. 1,0 ha), na terenie rezerwatu „Kuźnik”
  - Mały Kuźnik (pow. 1,0 ha), na terenie rezerwatu „Kuźnik”
  - Rudnickie (pow. 34,15 ha, głęb. 3,2 m), na terenie rezerwatu „Kuźnik”
  - Kuźniczek, na terenie rezerwatu „Kuźnik”
  - Piaszczyste (pow. 6,48 ha), nad nim kąpielisko
  - Płocie (Płotki) jezioro o pow. 44,1 ha i głębokości 23,9 m), nad nim duży ośrodek wypoczynkowy
  - Piaseczno/Jeleniowe (pow. 13,2 ha, głęb. 25 m)
  - Bagienne (pow. 14 ha)
  - Okoniowe (pow. 2,9 ha)
  - dwa sztuczne zalewy na Rudzie: Koszyce I (pow. 104 ha) i Koszyce II, powstałe w latach 1977–1981
  - sztuczny zalew na Gwdzie (pow. 46 ha), powstały przy elektrowni wodnej „Koszyce”.

## Gospodarka

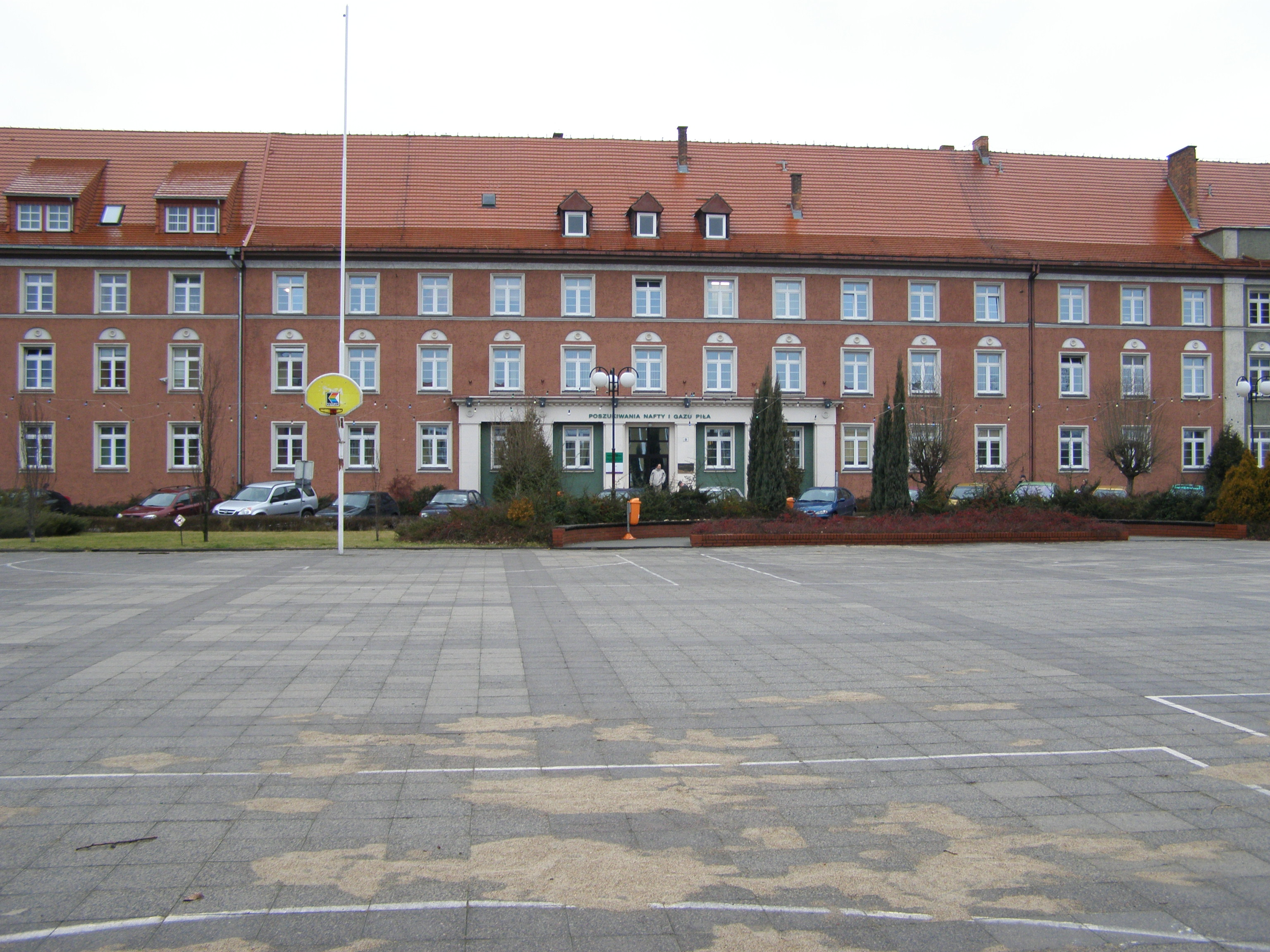
Dawny konsystorz, obecnie siedziby spółek poszukujących Nafty i Gazu

W 2006 zarejestrowanych w Pile było 8211 podmiotów gospodarczych, w tym 6519 to osoby fizyczne prowadzące działalność. W tymże roku w mieście działały 72 spółki z udziałem kapitału zagranicznego.
Najwięcej przedsiębiorstw prowadziło działalność w zakresie handlu i napraw (2 604), następnie obsługi nieruchomości i firm (1 478), budownictwa (689), przetwórstwa przemysłowego (637). Największym przedsiębiorstwem w Pile, dającym zatrudnienie 5239 osobom, jest Philips Lighting Poland S.A. Do 2010 działała duża drukarnia Winkowski, która uległa likwidacji, co miało wpływ na przyrost stopy bezrobocia w mieście.
Piła jest jednym z 4 głównych ośrodków gospodarczych Wielkopolski i największym na północy województwa. Zajęła 302. miejsce wśród samorządów w skali ogólnokrajowej według rankingu Rzeczypospolitej w gminach miejskich i miejsko-wiejskich w 2021 r. Lepszymi samorządami w regionie były Wałcz (106. miejsce), Trzcianka (80. miejsce), Czarnków (272. miejsce), Złotów (207. miejsce).
Bezrobocie według Polski w Liczbach wynosi 5,7%. Przeciętne wynagrodzenie brutto to 4925 zł i było najwyższe w północnej Wielkopolsce.

## Transport

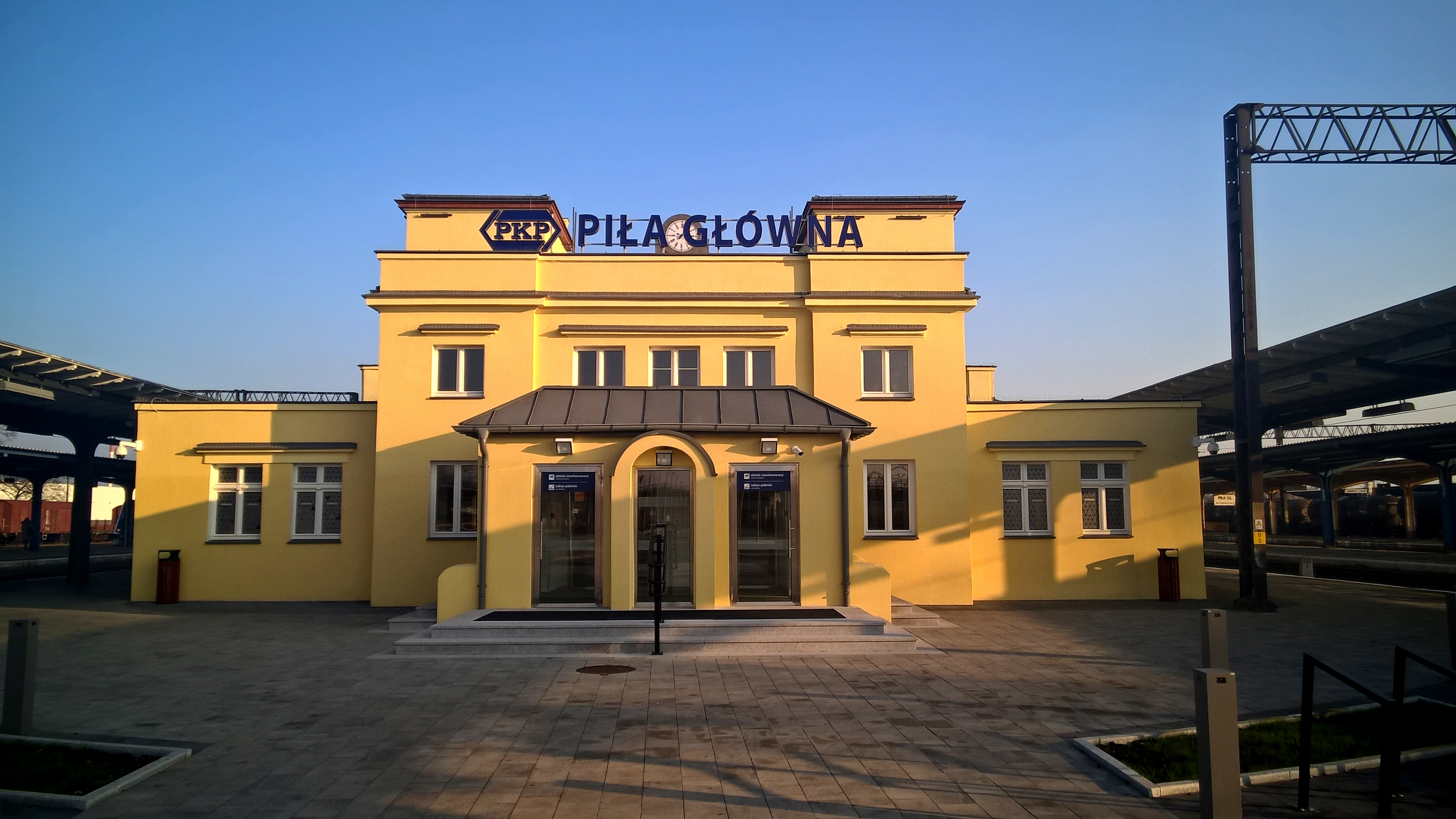
Dworzec PKP Piła Główna

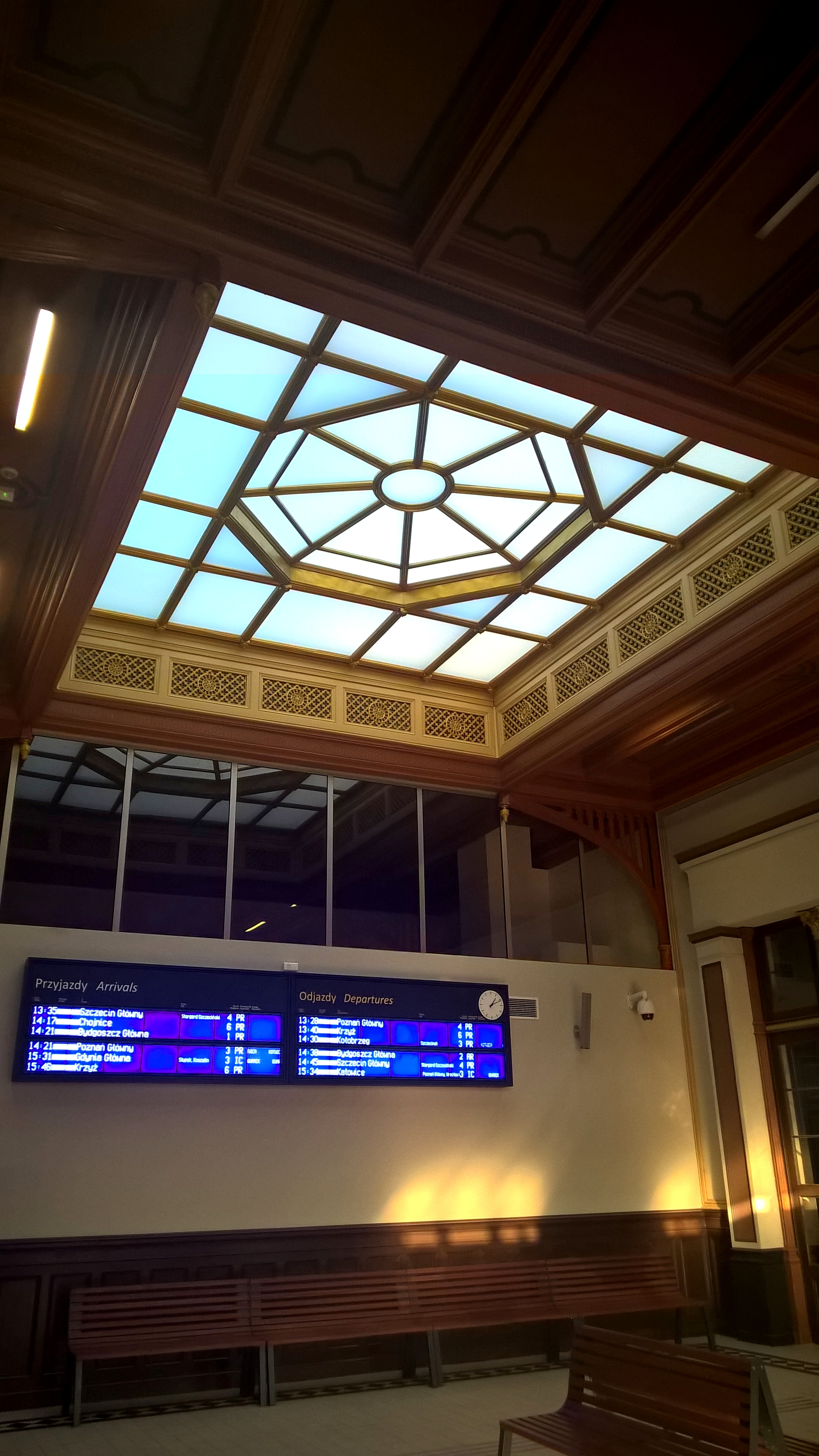
Hol kasowy

### Transport kolejowy
Piła jest węzłem kolejowym, w którym spotyka się sześć linii kolejowych: 18 (Kutno – Piła Gł.), 203 (Tczew – Piła Gł. – Kostrzyn), 354 (Poznań POD – Piła Gł.), 374 (Piła Gł. – Bzowo Goraj), 403 (p.odg. Piła Północ – Ulikowo) i 405 (Piła Gł. – Ustka). Na terenie miasta znajdują się jeden dworzec kolejowy – Piła Główna – oraz trzy przystanki osobowe – Piła Podlasie na linii 203 oraz Piła Kalina i Piła Leszków (nieczynny od 2008) na linii 354.
Obecnie do stacji Piła Główna docierają pociągi Regio uruchamiane przez Polregio, Koleje Wielkopolskie oraz pociągi IC i TLK uruchamiane przez spółkę PKP Intercity.
Stacja towarowa znajduje się na zachód od stacji pasażerskiej, wzdłuż torów linii nr 203. Duża jej część z górką rozrządową została rozebrana.
W latach 2014–2015 dworzec został poddany modernizacji, której koszt wyniósł 18,5 mln złotych. Dworzec został dostosowany do potrzeb osób niepełnosprawnych. Zmienił się również teren wokół dworca, zamontowano małą architekturę – kosze i ławki oraz stworzono parking dla samochodów na 70 miejsc.

### Transport drogowy

Układ dróg w Pile

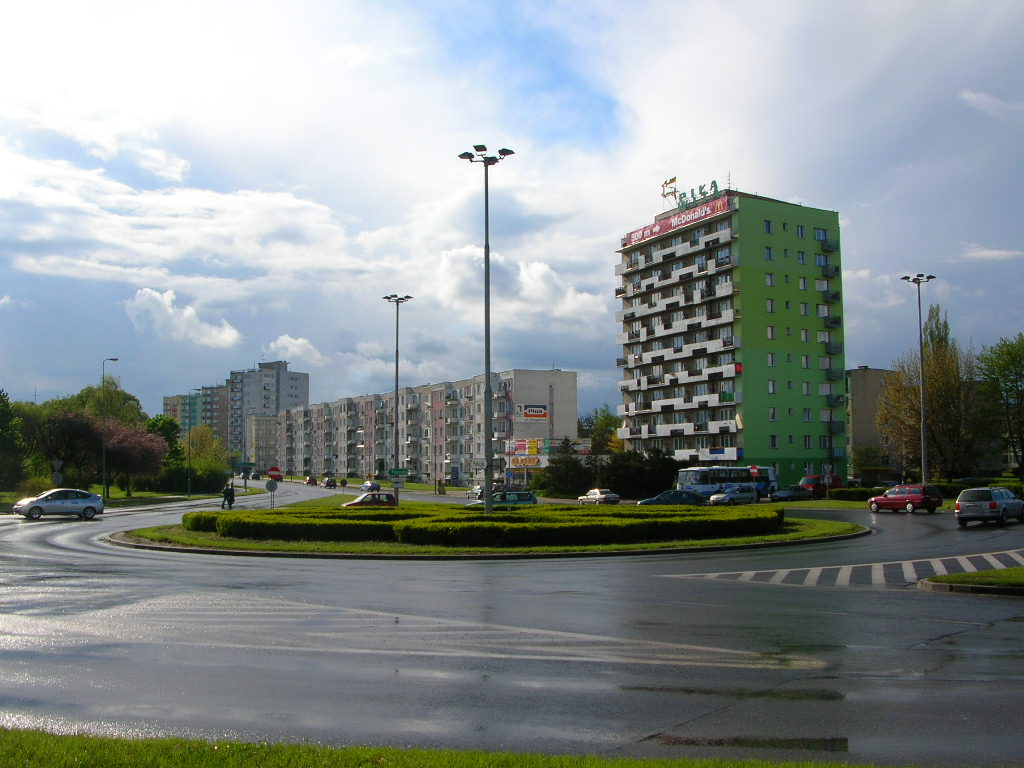
Rondo w centrum miasta

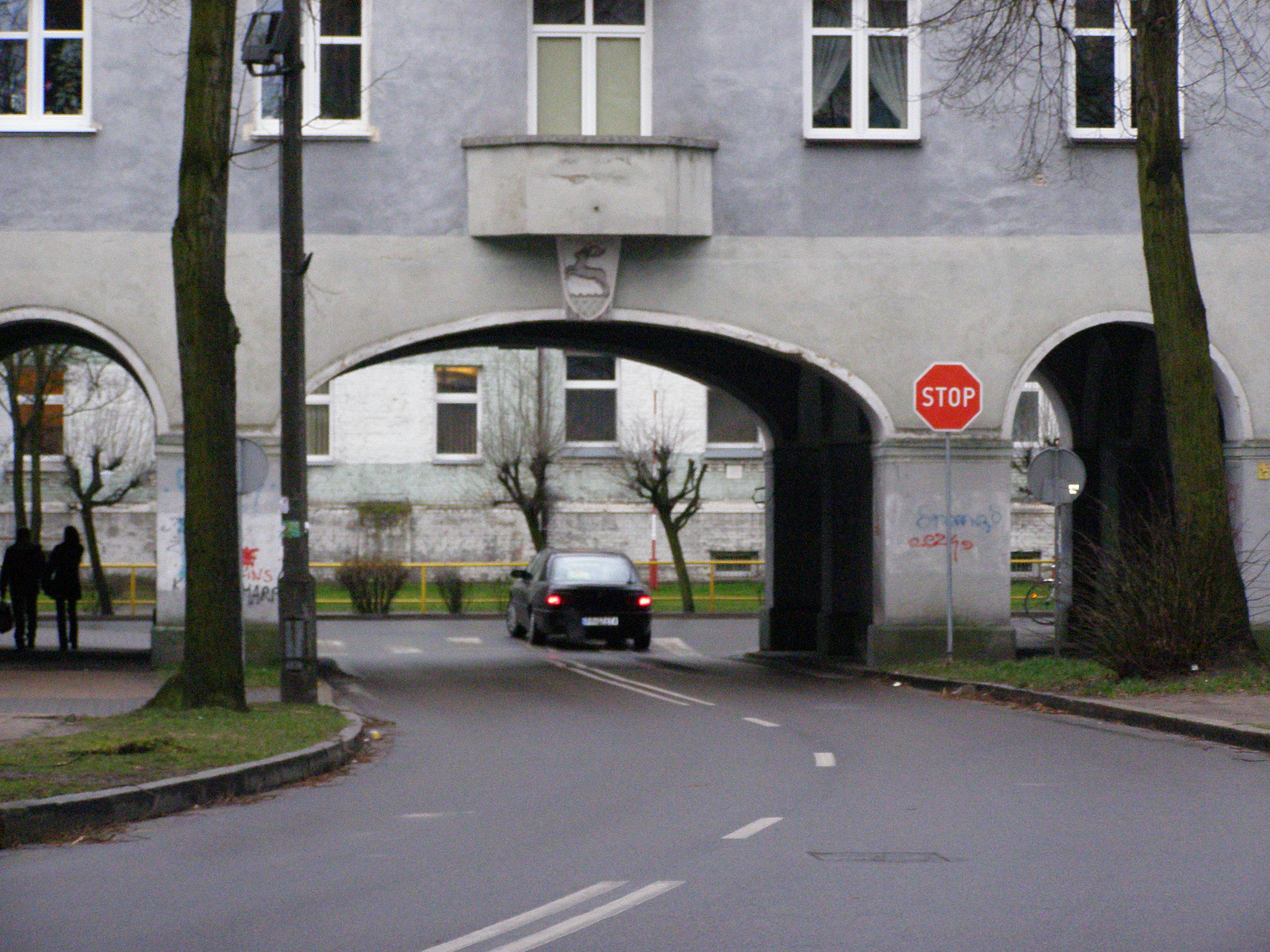
Ulica Kilińskiego

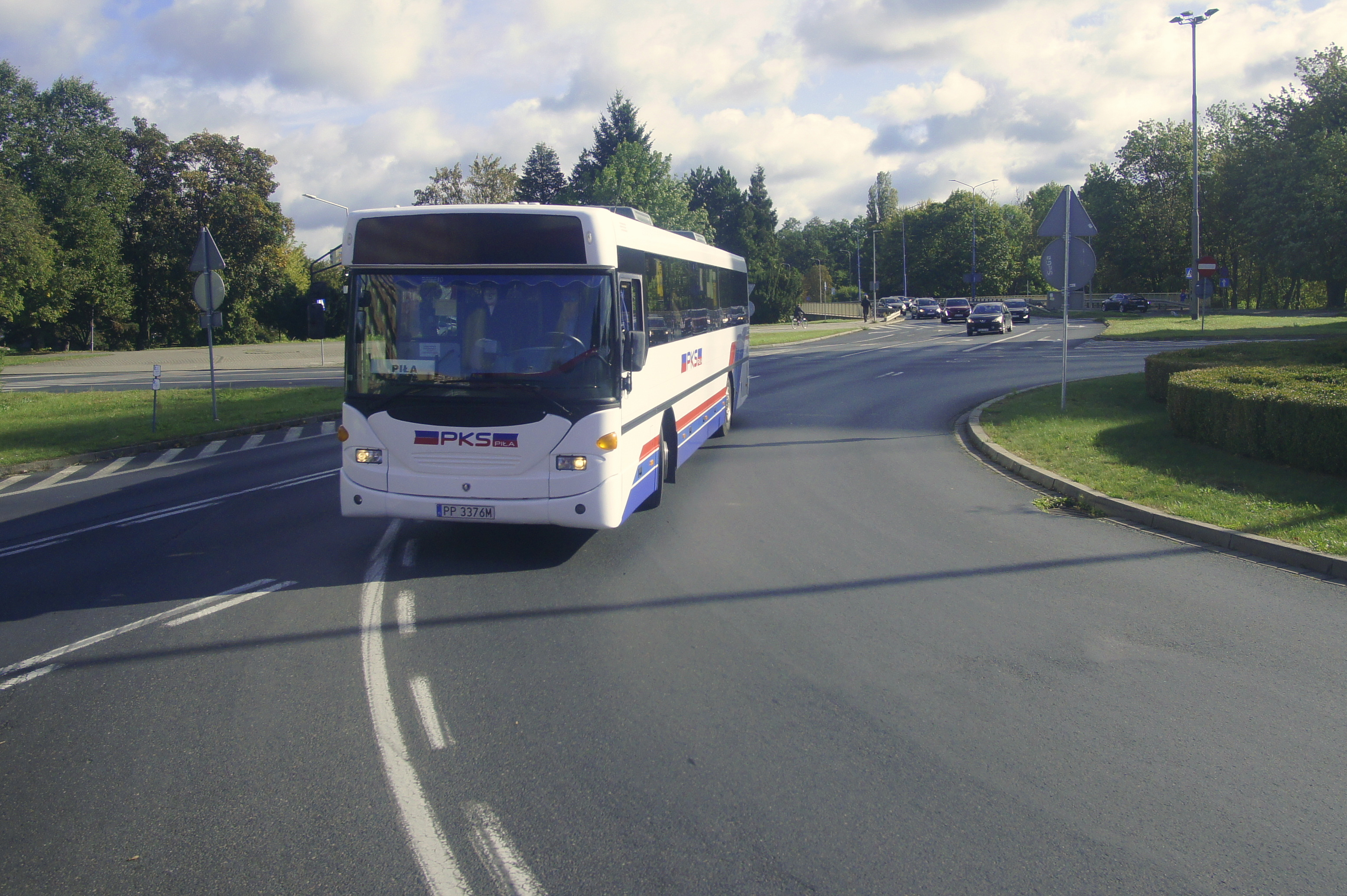
Autobus PKS Piła

Pilski układ drogowy jest wyraźnie koncentryczny; główne szlaki komunikacyjne przebiegające przez miasto spotykają się w jego śródmieściu, przy Rondzie Jana Pawła II, położonym przy Placu Zwycięstwa, historycznym Nowym Rynku. Jako że miasto zostało w dużej mierze zniszczone w trakcie drugiej wojny światowej, powojenni urbaniści postanowili odejść od planów odbudowy na rzecz lepszego rozplanowania przestrzennego Piły poprzez rozluźnienie zabudowy i poszerzenie kluczowych arterii.
Ukończenie budowy jednojezdniowej obwodnicy w ciągu dróg krajowych nr 10 i 11 pozwoliło na wyprowadzenie ruchu tranzytowego z centrum miasta. Istnieją plany jej przebudowy i przedłużenia, zakładające m.in. wspólne obejście Piły i Ujścia w ciągu drogi ekspresowej S11 o łącznej długości 22,5 km, a rozpoczęcie robót zaplanowane było na kwiecień 2022.
W 2011 dobiegła końca budowa wewnętrznej obwodnicy Piły w ciągu ulic: Koszalińskiej, al. 500-lecia Piły, Głuchowskiej, J. Kusocińskiego, Okólnej, Zygmunta Starego, S. Okrzei, Podgórnej, A. Mickiewicza, której zadaniem jest usprawnienie ruchu między poszczególnymi osiedlami z pominięciem ścisłego centrum. W ramach inwestycji wybudowano m.in. cztery ronda i trzy mosty nad rzeką Gwdą i jej starorzeczem w północnej części miasta.
| Droga                       | Trasa                                                                                  |
| --------------------------- | -------------------------------------------------------------------------------------- |
| 10 Droga krajowa nr 10      | Szczecin – Stargard – Piła – Bydgoszcz – Toruń – Płońsk 7                              |
| 11 Droga krajowa nr 11      | Kołobrzeg – Koszalin – Szczecinek – Piła – Poznań – Ostrów – Kępno – Lubliniec – Bytom |
| 179 Droga wojewódzka nr 179 | Piła – Rusinowo 22                                                                     |
| 180 Droga wojewódzka nr 180 | Piła – Trzcianka – Wieleń                                                              |
| 188 Droga wojewódzka nr 188 | Piła – Złotów – Człuchów 22 25                                                         |

### Publiczny transport zbiorowy
Przewozami pasażerskimi w ramach komunikacji miejskiej w Pile zajmuje się Miejski Zakład Komunikacji, miejska spółka z ograniczoną odpowiedzialnością. Obsługuje 18 linii autobusowych, z czego trzy (linie 50, 52 i 60) opuszczają administracyjne granice miasta, jadąc do Ujścia i Mirosławia (linia 50), do Chrustowa i Nowej Wsi Ujskiej (linia 52) oraz do Szydłowa i Jaraczewa (linia 60). Tabor MZK jest obecnie w większości niskopodłogowy. Od 2009 funkcjonuje tzw. Pilska Karta Miejska, zastępująca wcześniejsze papierowe bilety okresowe oraz dokumenty upoważniające do przejazdów bezpłatnych.
PKS Piła obsługuje autobusowe połączenia lokalne na obszarze dawnego województwa pilskiego, m.in. z Chodzieżą, Czarnkowem, Wągrowcem, Wyrzyskiem, Trzcianką i Złotowem, a także z Poznaniem. Dworzec autobusowy znajduje się przy ulicy Kwiatowej, nieopodal dworca kolejowego Piła Główna.

### Transport rowerowy
W Pile do dyspozycji rowerzystów dostępny jest system dróg i ścieżek rowerowych z funkcją obsługi miasta oraz o charakterze wyjazdu poza miasto, w postaci samodzielnych tras turystycznych. Miejskie ścieżki rowerowe stanowią niezależne przebiegi lub połączone są z chodnikiem. Najważniejsze powiązania w kierunku wewnętrznego pierścienia rowerowego realizują przebiegi w pasie drogowym ulic: Paderewskiego i Chopina (obsługa terenu ogrodów działkowych), Wojska Polskiego, Wyspiańskiego, Ceglanej, Okrzei, Alei Piastów i ulic: Towarowej, Kwiatowej, 14 Lutego, dr F. Witaszka, M. Konopnickiej, Walki Młodych, Roosevelta, Ludowej, Bydgoskiej, Kossaka, Śniadeckich i Dąbrowskiego oraz alej: Powstańców Wlkp. i Niepodległości.
W 2014 roku w mieście znajdowało się 37,9 km ścieżek rowerowych.
Przez miasto przebiega kilka tranzytowych turystycznych dróg rowerowych: Europejska Trasa Rowerowa Euro Route R1, prowadząca znad kanału La Manche we Francji, przez Belgię, Holandię i Niemcy do Sankt Petersburga w Rosji, a przez Piłę – następującymi ulicami: Wyspiańskiego, Mickiewicza, Podgórną, Okrzei, Zygmunta Starego i Walki Młodych (Kotuń – Piła-Kalina – Kaczory); Transwielkopolska Trasa Rowerowa – odcinek północy długości ok. 200 km, łączący wiele ciekawostek krajoznawczych i architektonicznych oraz przyrodniczych, znajdujących się pomiędzy Poznaniem a Okonkiem; trasa oznakowana została wzdłuż ulic: Wyspiańskiego – Mickiewicza – Podgórnej – Okrzei – Zygmunta Starego – Kusocińskiego i Kossaka (Kotuń-Piła-Płotki-Skórka); rowerowe trasy turystyczne – umożliwiające przejazd łączony na odcinkach: Skrzatusz-Piła-Zelgniewo, a w Pile ulicami: Kamienna–Al. Wojska Polskiego–Koszalińska–500 Lecia Piły i ul. Kossaka, oraz: pierścień turystycznych tras rowerowych – tworzący żółty szlak rowerowy wokół Piły o długości 38 km, z punktem początkowym przy ul. Wałeckiej i przebiegiem ulicami Kamienną i Wypoczynkową do Kotunia, a następnie do Motylewa, w przebiegu ulic: Przemysłowej, Walki Młodych oraz ul. Na Leszkowie – do punktu końcowego przy ul. Wawelskiej.

### Transport lotniczy
W północno-zachodniej części miasta zlokalizowane jest duże lotnisko, do niedawna użytkowane przez wojsko. Obecnie jego część jest użytkowana przez Aeroklub Ziemi Pilskiej jako lądowisko. Padają propozycje wykorzystania lotniska do regionalnego ruchu pasażerskiego. Na części terenu lotniska powstaje Zamiejscowy Ośrodek Dydaktyczny Uniwersytetu im. Adama Mickiewicza w Poznaniu. Pierwszą jego część oddano do użytku w październiku 2010.
Około 13 km na wschód od miasta znajduje się prywatne lądowisko Śmiłowo, natomiast ok. 15 km na północ lądowisko Krępsko.
W 2010 przy ul. Rydygiera otwarto sanitarne lądowisko.

### Transport wodny
Port rzeczny w Ujściu umożliwia wykorzystanie Noteci do transportu nienormatywnych ładunków w kierunku Czarnkowa i Krzyża, a także do krajów Europy Zachodniej (połączenie poprzez Wartę, Odrę i Sprewę). Z uwagi na bliskie położenie portu od Piły transporty takie są aktywizowane.
Odcinek Noteci łączący Wisłę z Odrą, jako europejska śródlądowa droga wodna – E70, będzie przystosowywana do funkcji transportowych. Wzmacniana będzie ranga transportu ładunków masowych i nienormatywnych. Położony w pobliżu Piły port rzeczny w Ujściu będzie umożliwiał ekspedycję ładunku w kierunku Czarnkowa i Krzyża oraz Szczecina, a także do krajów Europy Zachodniej.
Wykorzystanie transportowe i turystyczne rzeki Gwdy umożliwia miejski szlak wodny z czterema przystaniami, przystosowanymi do obsługi tramwaju wodnego, łódek i kajaków. Regularna linia tramwaju wodnego stanowi atrakcję turystyczną oraz środek transportu miejskiego. Uruchomiony odcinek spływu kajakowego na Gwdzie ma realne szanse na jego przedłużenie i włączenie do Wielkiej Pętli Wielkopolskiej, z portem-przystanią w Ujściu nad Notecią.

## Oświata
W okresie PRL w mieście znajdowało się 8 szkół podstawowych, 10 zawodowych oraz liceum ogólnokształcące.

### Szkoły wyższe
- Akademia Nauk Stosowanych im. Stanisława Staszica
- Wyższa Szkoła Gospodarki w Bydgoszczy – Wydział Gospodarki i Techniki
- Uniwersytet im. Adama Mickiewicza w Poznaniu – Nadnotecki Instytut UAM
- Politechnika Poznańska – Dzienne Studia Zawodowe
- Uniwersytet Ekonomiczny w Poznaniu – Ośrodek Studiów Wyższych
- Uniwersytet Warmińsko-Mazurski w Olsztynie – punkt kształcenia

### Szkoły średnie
- I Liceum Ogólnokształcące im. Marii Skłodowskiej-Curie[59],
- II Liceum Ogólnokształcące im. Stanisława Staszica (Zespół Szkół im. Stanisława Staszica),
- II Liceum Ogólnokształcące Społecznego Towarzystwa Oświatowego[60],
- Liceum Ogólnokształcące Towarzystwa Salezjańskiego im. św. Jana Bosko,
- Liceum Mistrzostwa Sportowego,
- Zespół Szkół Technicznych im. Hipolita Cegielskiego (Technikum nr 1),
- Zespół Szkół przy Teatralnej (Technikum nr 2),
- Zespół Szkół Ekonomicznych (Technikum nr 3),
- Zespół Szkół Budowlanych (Technikum nr 4),
- Zespół Szkół Gastronomicznych (Technikum nr 5),
- Centrum Kształcenia „Nauka”,
- TEB Edukacja

### Szkoły podstawowe
Publiczne
- Szkoła Podstawowa nr 1 im. Stanisława Staszica,
- Szkoła Podstawowa nr 2 im. Olimpijczyków Polskich,
- Szkoła Podstawowa nr 3 im. Jana Brzechwy,
- Szkoła Podstawowa nr 4 im. Mikołaja Kopernika,
- Szkoła Podstawowa nr 5 im. Dzieci Polskich,
- Szkoła Podstawowa nr 6 im. Lotników Polskich,
- Szkoła Podstawowa nr 7 im. Adama Mickiewicza,
- Specjalna Szkoła Podstawowa nr 10 im. Marii Grzegorzewskiej,
- Szkoła Podstawowa nr 11 im. Królowej Jadwigii,
- Szkoła Podstawowa nr 12 z Oddziałami Integracyjnymi im. Janusza Korczaka.

Niepubliczne
- Salezjańska Szkoła Podstawowa im. Jana Pawła II,
- Szkoła Podstawowa Społecznego Towarzystwa Oświatowego.

### Przedszkola
W Pile funkcjonuje 17 przedszkoli publicznych (nr 1-8, 11-19) oraz przedszkole niepubliczne Caritas.

### Szkoły artystyczne
- Zespół Szkół Muzycznych im. Fryderyka Chopina

## Bezpieczeństwo
W Pile działają Komenda Powiatowa Policji (ul. Bydgoska) oraz Komenda Powiatowa PSP wraz z dwoma jednostkami ratowniczo-gaśniczymi (JRG 1 ul. Moniuszki, JRG 2 ul. Lelewela).
Nad porządkiem i spokojem w mieście całodobowo czuwa także Straż Miejska (ul. Zygmunta Starego/Dworzec PKP).

## Kultura

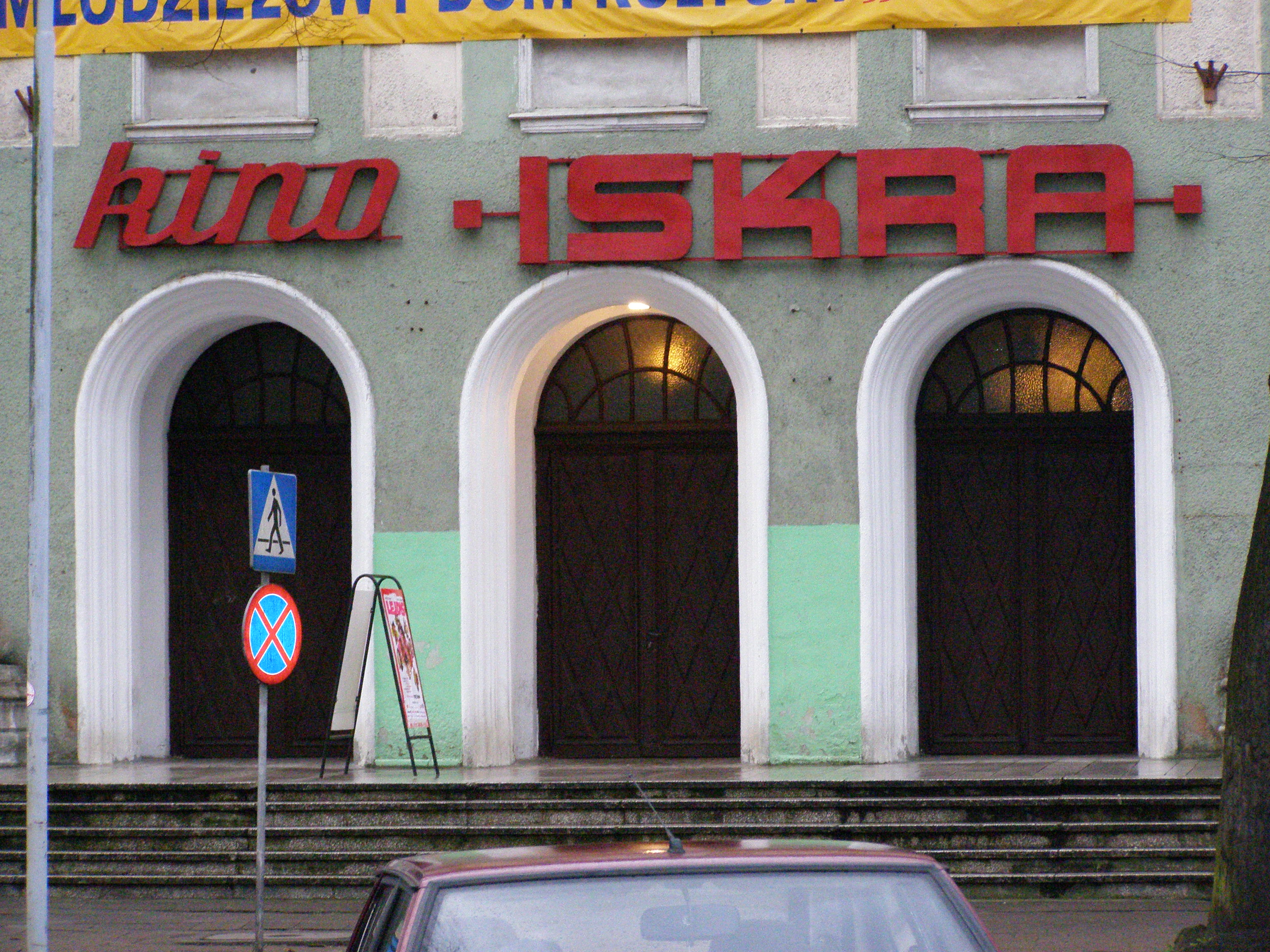
Kino Iskra

W Pile są dwa muzea, które w 2007 r. zwiedziło 26 819 osób. W mieście działa też kino kameralne (Koral). W 2007 odwiedziło je 183 171 widzów.
- Kina:
  - Helios 4 sale + 3D
  - Koral
  - Premiera (nie funkcjonuje od 11 grudnia 2008)
  - Iskra (nie funkcjonuje od 27 lutego 2009)
- Instytucje kultury:
  - Regionalne Centrum Kultury „Fabryka Emocji”
  - Młodzieżowy Dom Kultury
  - Muzeum Okręgowe im. Stanisława Staszica, zbiory: historia, sztuka (m.in. wyposażenie wnętrz mieszczańskich z przełomu XIX i XX w., sztuka secesyjna), etnografia, archeologia
  - Muzeum Stanisława Staszica, zbiory: stasziciana, dział przyrodniczy
  - Biuro Wystaw Artystycznych i Usług Plastycznych
  - Towarzystwo Miłośników Miasta Piły
  - Powiatowa i Miejska Biblioteka Publiczna im. Pantaleona Szumana z 8 filiami
  - Biblioteka Pedagogiczna
- Imprezy kulturalne:
  - Dni Piły
  - Międzynarodowy Festiwal Folklorystyczny „Bukowińskie Spotkania”
  - Międzynarodowe Targi Inicjatyw Teatralnych
  - Ogólnopolski Festiwal Teatrów Rodzinnych „Teatr-pasja rodzinna”
  - Rytm Ulicy

## Media
- Prasa

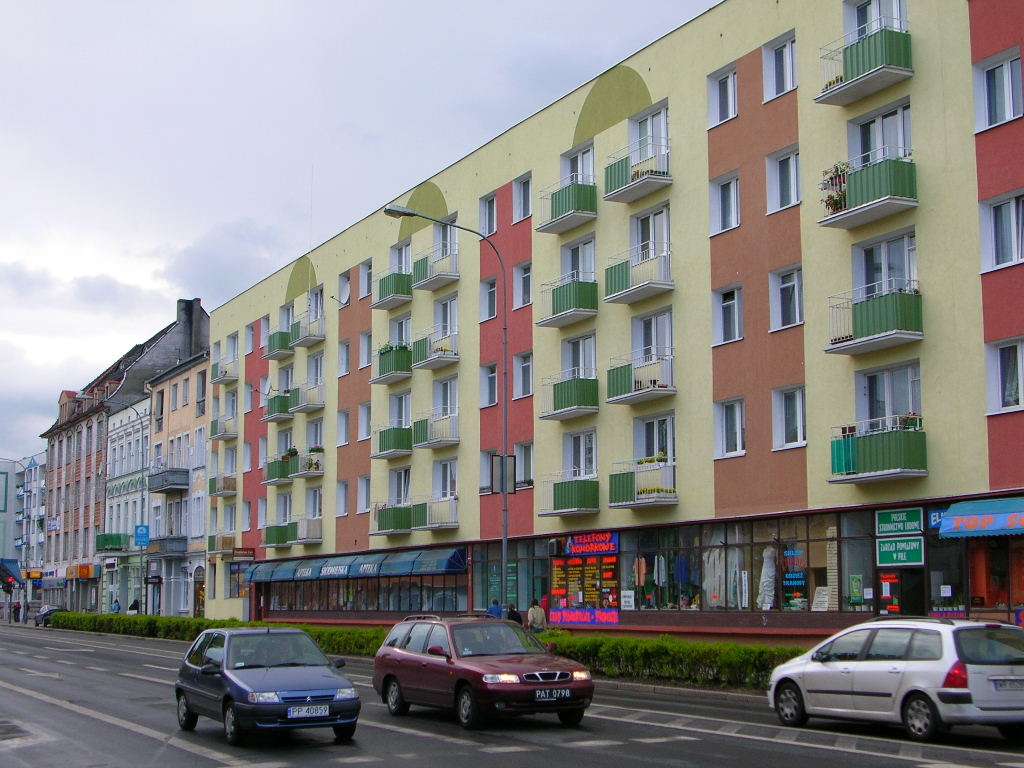
ul. 1 Maja w centrum miasta

  - Tygodnik Pilski – tygodnik, ukazuje się od 1979
  - Tygodnik Nowy – tygodnik, ukazuje się od 14 lutego 1990
  - Magazyn Piła NaGłos – bezpłatny dwutygodnik
  - Tętno Regionu (www.tetnoregionu.pl) – bezpłatny miesięcznik, ukazuje się od lutego 2007 roku
  - Express Lokalny
  - Twoje 7 Dni
  - faktypilskie.pl – miesięcznik, ukazuje się od 12 października 2009[62]
  - Polska Głos Wielkopolski
  - 67. Magazyn Nad Gwdą i Notecią – magazyn regionu Północnej Wielkopolski i Pojezierza Wałeckiego
- Radio
  - RMF Maxx Piła – Newsroom w Pile (ul. Roosevelta 39)
  - Radio Eska Piła – Newsroom w Pile (al. Piastów 15)
  - Radio Poznań – posiada redakcję w Pile[63]
  - Radio Koszalin – posiada redakcję w Pile[64]
- Telewizja
  - TV Asta – telewizja lokalna Asta w Pile
  - Express TV – program lokalny nadawany w sieci kablowej Vectra w Pile[65]
  - TVP Poznań – posiada korespondenta w Pile
  - TV Trzcianka – tworzy reportaże w Pile
- Internet
  - portal asta24.pl
  - portal Fakty Pilskie
  - portal Życie Piły
  - portal Sportowa.pila.pl
  - portal 7dni.pila.pl
  - portal DziennkNowy.pl
  - portal ExpressTV.pl
  - portal tetnoregionu.pl
  - portal Piła112

## Turystyka

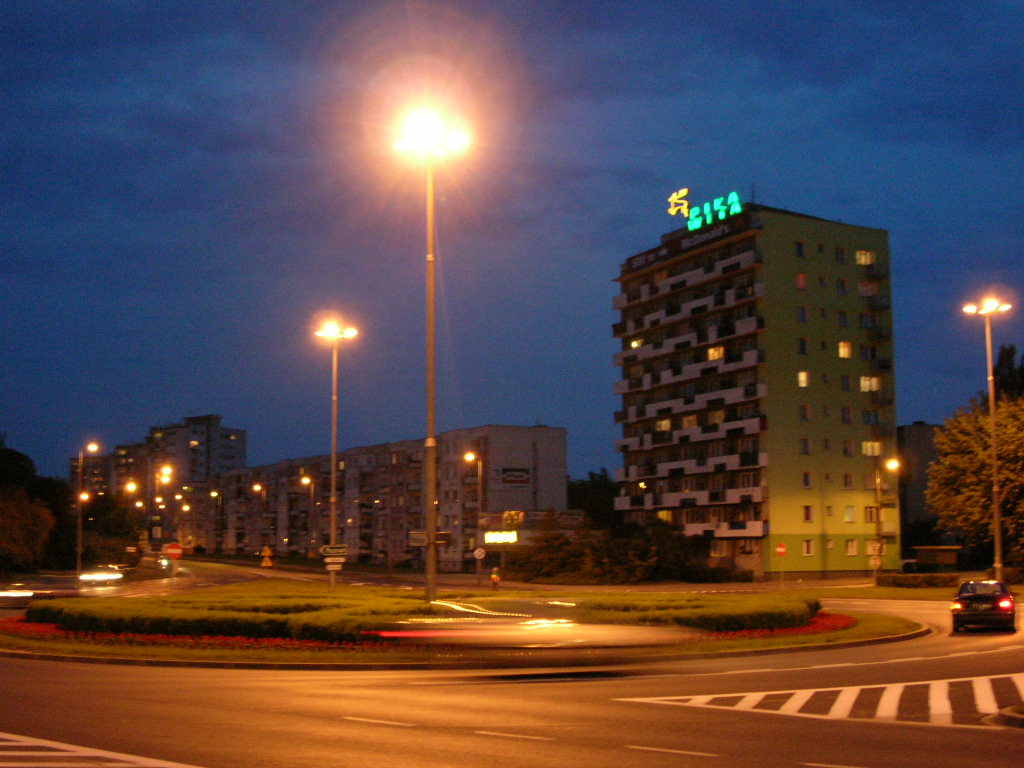
Centrum miasta w nocy

## Wspólnoty wyznaniowe

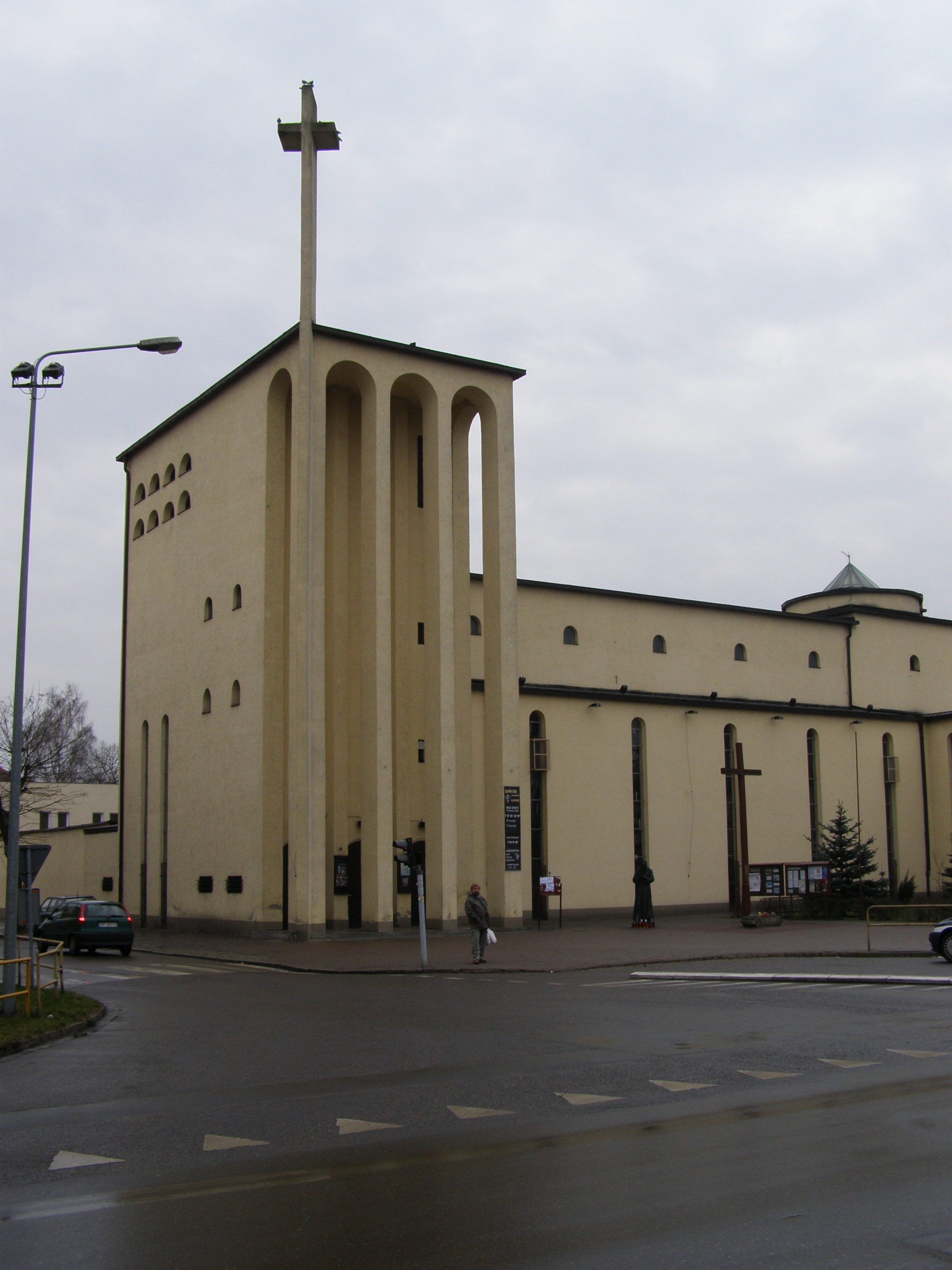
Kościół pw. św. Antoniego

Największą grupę wyznaniową w Pile stanowią wierni Kościoła rzymskokatolickiego. Na terenie miasta działalność religijną prowadzą także trzy Kościoły protestanckie: parafia Ewangelicko-Augsburska w Pile, zbór Kościoła Wolnych Chrześcijan i zbór Kościoła Zielonoświątkowego. Działalność kaznodziejską prowadzą również 4 zbory Świadków Jehowy.

### Buddyzm
- Buddyjski Związek Diamentowej Drogi Linii Karma Kagyu[66]:
  - ośrodek w Pile[67]
- Szkoła Zen Kwan Um w Polsce[68]

### Chrześcijaństwo
- Bractwo Kapłańskie Świętego Piusa X:
  - misja w Pile[69]
- Ewangeliczny Związek Braterski w RP:
  - zbór w Pile[70]
- Kościół Boży w Polsce:
  - Kościół Boży „Hesed”[71]
- Kościół Ewangelicko-Augsburski w RP:
  - Parafia Ewangelicko-Augsburska w Pile[72]
- Kościół greckokatolicki:
  - placówka duszpasterska w Pile, nabożeństwa prowadzone są w kaplicy rzymskokatolickiej św. Jana Bosko[73]
- Kościół rzymskokatolicki:
  - 10 parafii należących do dekanatu Piła
- Kościół Wolnych Chrześcijan:
  - zbór Kościoła Wolnych Chrześcijan[74]
- Kościół Zielonoświątkowy w RP:
  - zbór „Betlejem”[75]
- Świadkowie Jehowy:
  - 4 zbory: Piła-Północ, Piła-Śródmieście (w tym grupa języka migowego), Piła-Wschód (w tym grupa rosyjskojęzyczna), Piła-Zachód[76].

### Patroni miasta
Patronami Piły są św. Jan Chrzciciel i św. Jan Ewangelista. Jest to historyczne nawiązanie do nieistniejącego dziś kościoła pw. św. św. Janów Chrzciciela i Ewangelisty, który został zniszczony w czasie II wojny światowej, a ostatecznie ruiny wyburzono w grudniu 1975 r. Na jego miejscu przy alei Piastów wybudowano Hotel Rodło, przemianowany później na Hotel Gromada. 26 lutego 2013 r. Rada Miasta jednogłośnie przyjęła projekt uchwały w sprawie wyrażenia woli ustanowienia św. Jana Chrzciciela i Jana Ewangelisty Patronami Miasta Piły i zwróciła się z prośbą do władz kościelnych – bpa Edwarda Dajczaka – o uznanie przez Stolicę Apostolską śś. Janów patronami miasta Piła.
8 maja 2013 r. watykańska Kongregacja ds. Kultu Bożego i Dyscypliny Sakramentów wydała dekret, w którym zatwierdziła św. Jana Chrzciciela i św. Jana Ewangelistę Patronami Piły.
Uroczyste przyjęcie patronatu odbyło się w sobotę 18 maja 2013 r. podczas uroczystej mszy świętej z okazji 500-lecia Piły. Dekret Stolicy Apostolskiej odczytał metropolita warszawski, kardynał Kazimierz Nycz, były ordynariusz koszalińsko-kołobrzeski.

## Sport

### Kluby sportowe
Piła to także ośrodek sportowy, istnieją tu drużyny siatkarskie:
- kobieca, grająca w PlusLidze Kobiet PTPS Piła (dawniej PTPS Nafta-Gaz Piła). Nafta jest 4-krotnym Mistrzem Polski i 4-krotnym zdobywcą Pucharu Polski.
- męska Joker Piła, którego drużyna seniorów w sezonie 2005/06 występowała w Polskiej Lidze Siatkówki.

Miasto znane jest także z sukcesów na żużlu. Polonia Piła obecnie startuje w rozgrywkach 2 ligi żużlowej. Wcześniej, jako TS Polonia Piła zdobywała takie prestiżowe tytuły jak:
- Drużynowy Mistrz Polski na Żużlu, dwukrotny wicemistrz oraz dwukrotny zdobywca brązowego medalu
- Młodzieżowy Drużynowy Mistrz Polski oraz sześciokrotny wicemistrz
- zdobywca Klubowego Pucharu Europy

Zawodnicy Polonii zdobywali też czołowe miejsca w zawodach indywidualnych takich jak: IMP, MIMP i MMPPK, Turniej o Złoty Kask, Turniej o Srebrny Kask, Turniej o Brązowy Kask.
W sezonie 2008/2009 zaczął działać klub koszykarski KS Basket Piła. 23 maja 2010 r. awansował do II ligi. W Pile działają także klub kolarstwa MTB UKS Solano – Sport Piła oraz motocrossowy Cross-ATV Piła.
Piłka nożna:

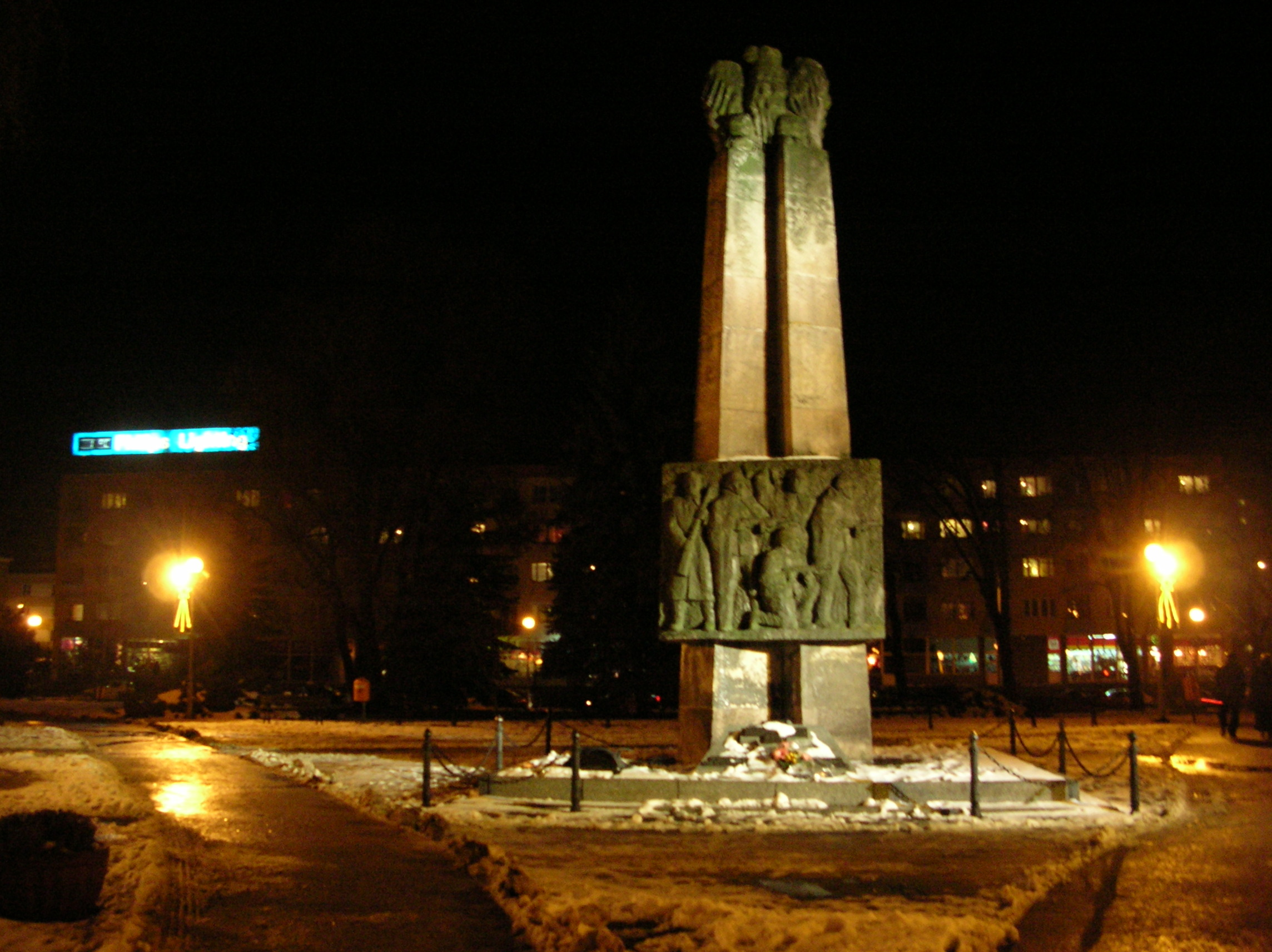
Pomnik Tysiąclecia nocą autorstwa Jerzego Sobocińskiego

- W 1945 roku został założony klub Polonia Piła, a jego największe sukcesy to 3. miejsce w III lidze w sezonie 1979/80 i 1/32 finału Pucharu Polski w sezonie 1977/1978. Przez jeden sezon (1990/91) zespół występował pod nazwą Polonia/Polam Piła[81] (po połączeniu z ZKS Polam Piła)[82]). Klub przestał istnieć w latach 90[83]. W 2008 roku wskutek fuzji trzech klubów: TP Piła, Lotnika Piła i Orła Piła powstało Towarzystwo Piłkarskie Polonia Piła[84], które kontynuowało historię MZKS Polonia Piła. Klub istniał do 2016 roku.
- W 1999 roku powstał Miejski Klub Piłkarski 1999 Piła, który występował m.in. w IV lidze. Po sezonie 2006/07 klub został wycofany z rozgrywek[85].
- W 2016 powstał Klub Piłkarski (KP) Piła, posługujący się barwami czarno-czerwono-białymi, który w sezonie 2024/2025 występuje w V lidze wielkopolskiej gr.1 (szósty poziom rozgrywek)[86]. Mecze rozgrywane są na stadionie Miejskiego Ośrodka Sportu i Rekreacji[87].

Lekkoatletyka: PLKS Gwda Piła, KS Gwardia Piła.
Sporty walki: KS Sokół Piła, UKS 6 Judo Piła, KS Gwardia Piła, Samuraj Gold Team Piła, Jopek Gold Team Piła, Fight Club Piła, MMA GŁD Team Piła, Grappling Warriors (Drysdale Jiu Jitsu).
W Pile występują także dwa kluby hokejowe grające w amatorskiej lidze: Żółwie Piła i Kameleon Piła.

### Obiekty sportowe
- hala sportowo-widowiskowa MOSiR
- hala sportowa przy ulicy Bydgoskiej
- hala sportowa KS „Sokół”
- hala sportowo-widowiskowa przy Zespole Szkół Gastronomicznych w Pile
- stadion MOSiR
- stadion „Polonia”
- stadion „Gwardia”
- stadion „Szuwarek”
- pływalnia kryta „Wodnik” (z dniem 1 lipca 2018 Pływalnia Wodnik jest nieczynna)[88]
- Aquapark Piła
- Strzelnica Myśliwska Centrum Szkolenia Strzeleckiego
- ośrodek wypoczynkowy nad Jeziorem Płocim
- ośrodek wypoczynkowy nad Jeziorem Piaszczystym

## Miasta partnerskie
| Miasto        | Państwo | Data podpisania umowy |
| ------------- | ------- | --------------------- |
| Châtellerault | Francja | 23.04.1994            |
| Cuxhaven      | Niemcy  | 24.05.1996            |
| Imola         | Włochy  | 01.07.2016            |
| Schwerin      | Niemcy  | 24.05.1996            |

W odpowiedzi na solidarność z Ukrainą z powodu Inwazji na ich kraj, w dniu 1 marca 2022 r. Rada Miasta Piły zrywała umowy partnerskie z dwoma rosyjskimi miastami Kronsztad i Dmitrów w ramach zapobiegania wsparcia dyktatury obu państw.

## Ludzie związani z Piłą

### Honorowi Obywatele Piły
Lista honorowych obywateli Piły:
- 2000 – Roman Zaranek
- 2001 – Andrzej Śliwiński
- 2002 – Marek Borowski
- 2003 – Stanisław Kozłowski
- 2004 – Bogdan Toboła (pośmiertnie)
- 2004 – Henryk Pankau (pośmiertnie)
- 2004 – Zygmunt Boras
- 2005 – Bernard Wojciechwoski
- 2006 – Roman Dąbrowski
- 2006 – Tadeusz Winkowski
- 2007 – ks. Stanisław Styrna
- 2008 – Jan Gruchała (pośmiertnie)
- 2009 – prof. Kazimierz Pająk
- 2010 – Franciszek Leszczyszyn[92]
- 2011 – Aleksandra Błażejewska
- 2013 – Bronisław Komorowski
- 2017 – Hans Nielsen

## Piła w popkulturze
- O Pile traktuje cały tekst piosenki Piła tango z płyty Piła tango zespołu Strachy na Lachy. Tekst, którego autorem jest Krzysztof Grabowski, to subiektywne wspomnienia przeszłości spędzonej w Pile.
- W Pile i okolicach rozgrywa się większą część X rozdziału I tomu „Potopu” Henryka Sienkiewicza. Między Piłą a Ujściem zbierały się wojska, a w Pile dygnitarze Wielkopolscy („Wkrótce po panu Grudzińskim, zjechał do Piły potężny wojewoda poznański, pan Krzysztof Opaliński” i dalej wymieniono kolejnych przyjezdnych)
- O Pile mówi prezenterka w odcinku 140. serialu „Świat według Kiepskich”, gdy wspomina o miastach, z których zgłosiły się osoby do konkursu, w 390. odcinku, gdy mówi się o kontaktach z osobami pochodzenia pozaziemskiego oraz w 478. odcinku, gdy mówi się o skutkach suszy w Polsce.
- O Pile wspomina zespół Vavamuffin w piosence „Poland story” [We Wrocławiu Miki Mausoleum, a w Pile Jafia].
- O Pile wspomina także Maryla Rodowicz w piosence „Zaczęty zeszyt” – [Gdy dopadnie cię w Pile lub w Łebie, To pomyślisz cichutko o...].
- W tekście piosenki „Odlotowa Dorota” zespołu Pidżama Porno, w drugiej zwrotce znalazł się tekst „Przyjedź tylko na wagary do Piły/do miasta biznesu i seksu”. Z tego powodu Piła często nazywana jest „miastem biznesu i seksu” (częściej funkcjonuje jako „miasto seksu i biznesu”). Autorem tekstu jest Krzysztof Grabowski.
- „Piłem w Spale, spałem w Pile” to tytuł piosenki z repertuaru Artura Andrusa.
- Jeden z odcinków „Dlaczego Ja” ma miejsce w Pile (w rzeczywistości akcja rozgrywa się w jednej z podwarszawskich miejscowości. Zdjęcia do tego serialu nie były wykonane w Pile, użyto jedynie jej nazwy).
- Piła pojawia się w dialogu w filmie Testosteron. Fistach (Tomasz Karolak) opowiada o znajomości z dziewczyną z Piły („Poznałem wtedy w Pile dziewczynę. Z Oazy była. (…) Panie Boże ja nie chcę mieszkać w tej obskurnej Pile…” (...) „Wracałem z tej Piły jak trup”).
- W Pile rozgrywa się niewielki fragment akcji powieści kryminalnej „Upiory spacerują nad Wartą” Ryszarda Ćwirleja.
- 14. odcinek serialu „Czterej pancerni i pies”.
- Teledyski zrealizowane w Pile:
  - Strachy na Lachy – Krew z szafy: zdjęcia w całości zrealizowane na lotnisku w Pile,
  - Verba – Młode Wilki 6: zdjęcia w całości zrealizowane w Pile, m.in. parku miejskim w Pile (charakterystyczna altana),
  - Gosia Andrzejewicz – Trochę ciepła: zdjęcia w całości zrealizowane w restauracji Pomarańczowy Fortepian w Pile,
  - The Cuts – Smutna dziewczyna: zdjęcia w całości zrealizowane w Pile (m.in. w produkującej materace firmie Topi i w klubie Old 7 Pub),
  - MarMur – Dziecka Płacz: Zdjęcia w całości zrealizowane na lotnisku w Pile.
- Qlop/Bubel – Piła.